# 1990
| [ Edytuj tabelę ]                                                  | |
| Prezydent Polski                                                   | - 1989 Wojciech Jaruzelski 1990 - 1990 Lech Wałęsa 1995                                                           |
| Premier Polski                                                     | - 1989 Tadeusz Mazowiecki 1991                                                                                    |
| Prezydent Polski na uchodźstwie                                    | - 1989 Ryszard Kaczorowski 1990                                                                                   |
| Premier rządu RP na uchodźstwie                                    | - 1986 Edward Szczepanik 1990                                                                                     |
| I sekretarz KC PZPR                                                | - 1989 Mieczysław Rakowski 1990                                                                                   |
| Prezydent Afganistanu                                              | - 1987 Mohammad Nadżibullah 1992                                                                                  |
| Premier Afganistanu                                                | - 1989 Sultan Ali Kesztmand 1990 - 1990 Fazal Hak Chalikjar 1992                                                  |
| Przywódca Albanii                                                  | - 1985 Ramiz Alia 1991                                                                                            |
| Premier Albanii                                                    | - 1982 Adil Çarçani 1991                                                                                          |
| Prezydent Algierii                                                 | - 1979 Szadli Bendżedid 1992                                                                                      |
| Premier Algierii                                                   | - 1989 Mouloud Hamrouche 1991                                                                                     |
| Współksiążęta Andory                                               | - 1971 Joan Martí i Alanís 2003 - 1981 François Mitterrand 1995                                                   |
| Premier Andory                                                     | - 1984 Josep Pintat-Solans 1990 - 1990 Òscar Ribas Reig 1994                                                      |
| Prezydent Angoli                                                   | - 1979 José Eduardo dos Santos 2017                                                                               |
| Premier Antigui i Barbudy                                          | - 1981 Vere Cornwall Bird 1994                                                                                    |
| Król Arabii Saudyjskiej                                            | - 1982 Fahd ibn Abd al-Aziz Al Su’ud 2005                                                                         |
| Prezydent Argentyny                                                | - 1989 Carlos Saúl Menem 1999                                                                                     |
| Premier Australii                                                  | - 1983 Bob Hawke 1991                                                                                             |
| Prezydent Austrii                                                  | - 1986 Kurt Waldheim 1992                                                                                         |
| Kanclerz Austrii                                                   | - 1986 Franz Vranitzky 1997                                                                                       |
| Premier Bahamów                                                    | - 1973 Lynden Pindling 1992                                                                                       |
| Emir Bahrajnu                                                      | - 1971 Isa ibn Salman Al Chalifa 1999                                                                             |
| Premier Bahrajnu                                                   | - 1970 Chalifa ibn Salman Al Chalifa 2020                                                                         |
| Prezydent Bangladeszu                                              | - 1983 Hossain Mohammad Ershad 1990 - 1990 Shahabuddin Ahmed 1991                                                 |
| Premier Bangladeszu                                                | - 1989 Kazi Zafar Ahmed 1990 - 1990 urząd zniesiony 1991                                                          |
| Premier Barbadosu                                                  | - 1987 Erskine Sandiford 1994                                                                                     |
| Król Belgów                                                        | - 1951 Baudouin 1993                                                                                              |
| Premier Belgii                                                     | - 1981 Wilfried Martens 1992                                                                                      |
| Premier Belize                                                     | - 1989 George Cadle Price 1993                                                                                    |
| Prezydent Beninu                                                   | - 1972 Mathieu Kérékou 1991                                                                                       |
| Król Bhutanu                                                       | - 1972 Jigme Singye Wangchuck 2006                                                                                |
| Premier Bhutanu                                                    | - 1964 urząd zniesiony 1998                                                                                       |
| Prezydent Boliwii                                                  | - 1989 Jaime Paz Zamora 1993                                                                                      |
| Premier Bośni i Hercegowiny                                        | - 1990 Jure Pelivan 1992                                                                                          |
| Prezydent Botswany                                                 | - 1980 Quett Masire 1998                                                                                          |
| Prezydent Brazylii                                                 | - 1989 Fernando Collor de Mello 1992                                                                              |
| Sułtan Brunei                                                      | - 1967 Hassanal Bolkiah                                                                                           |
| Przywódca Bułgarii                                                 | - 1989 Petyr Mładenow 1990                                                                                        |
| Prezydent Bułgarii                                                 | - 1990 Petyr Mładenow 1990 - 1990 Stanko Todorow 1990 - 1990 Nikołaj Todorow 1990 - 1990 Żelu Żelew 1997          |
| Premier Bułgarii                                                   | - 1986 Georgi Atanasow 1990 - 1990 Andrej Łukanow 1990 - 1990 Dimityr Popow 1991                                  |
| Prezydent Burkiny Faso                                             | - 1987 Blaise Compaoré 2014                                                                                       |
| Prezydent Burundi                                                  | - 1987 Pierre Buyoya 1993                                                                                         |
| Premier Burundi                                                    | - 1988 Adrien Sibomana 1993                                                                                       |
| Prezydent Chile                                                    | - 1973 Augusto Pinochet 1990 - 1990 Patricio Aylwin 1994                                                          |
| Przewodniczący ChRL                                                | - 1988 Yang Shangkun 1993                                                                                         |
| Premier Chin                                                       | - 1987 Li Peng 1998                                                                                               |
| Prezydent Cypru                                                    | - 1988 Jorgos Wasiliu 1993                                                                                        |
| Prezydent Cypru Północnego                                         | - 1983 Rauf Denktaş 2005                                                                                          |
| Prezydent Czadu                                                    | - 1982 Hissène Habré 1990 - 1990 Idriss Déby 2021                                                                 |
| Premier Czadu                                                      | - 1982 urząd zniesiony 1991                                                                                       |
| Prezydent Czechosłowacji                                           | - 1989 Václav Havel 1992                                                                                          |
| Premier Czechosłowacji                                             | - 1989 Marián Čalfa 1992                                                                                          |
| Król Danii                                                         | - 1972 Małgorzata II 2024                                                                                         |
| Premier Danii                                                      | - 1982 Poul Schlüter 1993                                                                                         |
| Dalajlama                                                          | - 1940 Tenzin Gjaco                                                                                               |
| Prezydent Dominikany                                               | - 1986 Joaquín Balaguer 1996                                                                                      |
| Prezydent Dominiki                                                 | - 1983 Clarence Seignoret 1993                                                                                    |
| Premier Dominiki                                                   | - 1980 Eugenia Charles 1995                                                                                       |
| Prezydent Dżibuti                                                  | - 1977 Hasan Guled Aptidon 1999                                                                                   |
| Premier Dżibuti                                                    | - 1978 Barkat Gourad Hamadou 2001                                                                                 |
| Prezydent Egiptu                                                   | - 1981 Husni Mubarak 2011                                                                                         |
| Premier Egiptu                                                     | - 1986 Atif Sidki 1996                                                                                            |
| Prezydent Ekwadoru                                                 | - 1988 Rodrigo Borja Cevallos 1992                                                                                |
| Prezydent Etiopii                                                  | - 1987 Mengystu Hajle Marjam 1991                                                                                 |
| Premier Etiopii                                                    | - 1989 Hailu Yimenu (tymcz.) 1991                                                                                 |
| Przew. Komisji Europejskiej                                        | - 1985 Jacques Delors (Francja) 1995                                                                              |
| Prezydent Fidżi                                                    | - 1987 Penaia Ganilau 1993                                                                                        |
| Premier Fidżi                                                      | - 1987 Kamisese Mara 1992                                                                                         |
| Prezydent Filipin                                                  | - 1986 Corazon Aquino 1992                                                                                        |
| Prezydent Finlandii                                                | - 1981 Mauno Koivisto 1994                                                                                        |
| Premier Finlandii                                                  | - 1987 Harri Holkeri 1991                                                                                         |
| Prezydent Francji                                                  | - 1981 François Mitterrand 1995                                                                                   |
| Premier Francji                                                    | - 1988 Michel Rocard 1991                                                                                         |
| Prezydent Gabonu                                                   | - 1967 Omar Bongo 2009                                                                                            |
| Premier Gabonu                                                     | - 1975 Léon Mébiame 1990 - 1990 Casimir Oyé-Mba 1994                                                              |
| Prezydent Gambii                                                   | - 1970 Dawda Kairaba Jawara 1994                                                                                  |
| Prezydent Ghany                                                    | - 1981 Jerry John Rawlings 2001                                                                                   |
| Prezydent Grecji                                                   | - 1985 Christos Sardzetakis 1990 - 1990 Konstandinos Karamanlis 1995                                              |
| Premier Grecji                                                     | - 1989 Ksenofon Zolotas 1990 - 1990 Konstandinos Mitsotakis 1993                                                  |
| Premier Grenady                                                    | - 1989 Ben Jones 1990 - 1990 Nicholas Brathwaite 1995                                                             |
| Prezydent Gujany                                                   | - 1985 Desmond Hoyte 1992                                                                                         |
| Premier Gujany                                                     | - 1985 Hamilton Green 1992                                                                                        |
| Prezydent Gwatemali                                                | - 1986 Marco Vinicio Cerezo Arévalo 1991                                                                          |
| Prezydent Gwinei                                                   | - 1984 Lansana Conté 2008                                                                                         |
| Premier Gwinei                                                     | - 1984 urząd zniesiony 1996                                                                                       |
| Prezydent Gwinei Bissau                                            | - 1984 João Bernardo Vieira 1999                                                                                  |
| Premier Gwinei Bissau                                              | - 1984 urząd zniesiony 1991                                                                                       |
| Prezydent Gwinei Równikowej                                        | - 1979 Teodoro Obiang Nguema Mbasogo                                                                              |
| Premier Gwinei Równikowej                                          | - 1982 Cristino Seriche Bioko 1992                                                                                |
| Prezydent Haiti                                                    | - 1988 Prosper Avril 1990 - 1990 Hérard Abraham (p.o.) 1990 - 1990 Ertha Pascal-Trouillot (p.o.) 1991             |
| Król Hiszpanii                                                     | - 1975 Jan Karol I 2014                                                                                           |
| Premier Hiszpanii                                                  | - 1982 Felipe González 1996                                                                                       |
| Król Holandii                                                      | - 1980 Beatrycze 2013                                                                                             |
| Premier Holandii                                                   | - 1982 Ruud Lubbers 1994                                                                                          |
| Prezydent Hondurasu                                                | - 1986 José Azcona del Hoyo 1990 - 1990 Rafael Leonardo Callejas 1994                                             |
| Najwyższy przywódca Iranu                                          | - 1989 Ali Chamenei                                                                                               |
| Prezydent Iranu                                                    | - 1989 Ali Akbar Haszemi Rafsandżani 1997                                                                         |
| Prezydent Iraku                                                    | - 1979 Saddam Husajn 2003                                                                                         |
| Premier Iraku                                                      | - 1979 Saddam Husajn 1991                                                                                         |
| Prezydent Indii                                                    | - 1987 Ramaswamy Venkataraman 1992                                                                                |
| Premier Indii                                                      | - 1989 Vishwanath Pratap Singh 1990 - 1990 Chandra Shekhar 1991                                                   |
| Prezydent Indonezji                                                | - 1967 Suharto 1998                                                                                               |
| Prezydent Irlandii                                                 | - 1976 Patrick Hillery 1990 - 1990 Mary Robinson 1997                                                             |
| Premier Irlandii                                                   | - 1987 Charles Haughey 1992                                                                                       |
| Prezydent Islandii                                                 | - 1980 Vigdís Finnbogadóttir 1996                                                                                 |
| Premier Islandii                                                   | - 1988 Steingrímur Hermannsson 1991                                                                               |
| Prezydent Izraela                                                  | - 1983 Chaim Herzog 1993                                                                                          |
| Premier Izraela                                                    | - 1986 Icchak Szamir 1992                                                                                         |
| Premier Jamajki                                                    | - 1989 Michael Manley 1992                                                                                        |
| Cesarz Japonii                                                     | - 1989 Akihito 2019                                                                                               |
| Premier Japonii                                                    | - 1989 Toshiki Kaifu 1991                                                                                         |
| Prezydent Jemenu                                                   | - 1990 Ali Abd Allah Salih 2012                                                                                   |
| Prezydent Jemenu Południowego                                      | - 1986 Hajdar Abu Bakr al-Attas 1990                                                                              |
| Prezydent Jemenu Północnego                                        | - 1978 Ali Abd Allah Salih 1990                                                                                   |
| Król Jordanii                                                      | - 1952 Husajn 1999                                                                                                |
| Premier Jordanii                                                   | - 1989 Mudar Badran 1991                                                                                          |
| Prezydent Jugosławii                                               | - 1989 Janez Drnovšek 1990 - 1990 Borisav Jović 1991                                                              |
| Premier Jugosławii                                                 | - 1989 Ante Marković 1991                                                                                         |
| Prezydent Kamerunu                                                 | - 1982 Paul Biya                                                                                                  |
| Premier Kamerunu                                                   | - 1984 urząd zniesiony 1991                                                                                       |
| Przywódca Ludowej Republiki Kampuczy                               | - 1972 Heng Samrin 1992                                                                                           |
| Premier Republiki Kampuczy                                         | - 1985 Hun Sen 1993                                                                                               |
| Premier Kanady                                                     | - 1984 Brian Mulroney 1993                                                                                        |
| Emir Kataru                                                        | - 1972 Chalifa ibn Ahmad 1995                                                                                     |
| Premier Kataru                                                     | - 1971 Chalifa ibn Ahmad 1995                                                                                     |
| Prezydent Kenii                                                    | - 1978 Daniel Moi 2002                                                                                            |
| Prezydent Kiribati                                                 | - 1983 Ieremia Tabai 1991                                                                                         |
| Prezydent Kolumbii                                                 | - 1986 Virgilio Barco Vargas 1990 - 1990 César Gaviria 1994                                                       |
| Prezydent Konga                                                    | - 1979 Denis Sassou-Nguesso 1992                                                                                  |
| Premier Konga                                                      | - 1989 Alphonse Poaty-Souchlaty 1990 - 1990 Pierre Moussa (p.o.) 1991                                             |
| Patriarcha Konstantynopola                                         | - 1972 Dymitr I 1991                                                                                              |
| Prezydent Korei Południowej                                        | - 1988 Roh Tae-woo 1993                                                                                           |
| Premier Korei Południowej                                          | - 1988 Kang Young-hoon 1990 - 1990 Ro Jai-bong (p.o.) 1991 - 1988 Kim Jong-pil 2000                               |
| Prezydent KRLD                                                     | - 1972 Kim Il Sŏng 1994                                                                                           |
| Premier KRLD                                                       | - 1988 Yŏn Hyŏng Muk 1992                                                                                         |
| Prezydent Kostaryki                                                | - 1986 Óscar Arias Sánchez 1990 - 1990 Rafael Ángel Calderón Fournier 1994                                        |
| Przewodniczący Rady Państwa Kuby                                   | - 1976 Fidel Castro 2008                                                                                          |
| Emir Kuwejtu                                                       | - 1977 Dżabir III 2006                                                                                            |
| Premier Kuwejtu                                                    | - 1978 Sad al-Abd Allah as-Salim as-Sabah 2003 - 1990 Ala Husajn Ali 1990                                         |
| Prezydent Laosu                                                    | - 1975 Tiao Souphanouvong 1991 - 1986 Phoumi Vongvichit (p.o.) 1991                                               |
| Król Lesotho                                                       | - 1966 Moshoeshoe II 1990 - 1990 Letsie III 1995                                                                  |
| Premier Lesotho                                                    | - 1986 Justin Lekhanya 1991                                                                                       |
| Prezydent Libanu                                                   | - 1988 Michel Aoun (p.o.) (międzynarodowo nieuznany) 1990 - 1989 Elias Hrawi 1998                                 |
| Premier Libanu                                                     | - 1987 Salim al-Huss 1990 - 1988 Michel Aoun (nieuznawany na arenie międzynarodowej) 1990 - 1990 Umar Karami 1992 |
| Prezydent Liberii                                                  | - 1980 Samuel Doe 1990 - 1990 wakat 1997                                                                          |
| Przywódca Libii                                                    | - 1969 Mu’ammar al-Kaddafi 2011                                                                                   |
| Premier Libii                                                      | - 1987 Umar Mustafa al-Muntasir 1990 - 1990 Abu Zajd Umar Durda 1994                                              |
| Sekretarz generalny PKL Libii                                      | - 1984 Miftah al-Usta Umar 1990 - 1990 Abd ar-Razzak as-Sausa 1992                                                |
| Książę Liechtensteinu                                              | - 1989 Jan Adam II                                                                                                |
| Premier Liechtensteinu                                             | - 1978 Hans Brunhart 1993                                                                                         |
| Prezydent Litwy                                                    | - 1990 Vytautas Landsbergis 1993                                                                                  |
| Premier Litwy                                                      | - 1990 Kazimira Prunskienė 1991                                                                                   |
| Premier Litwyna emigracji                                          | - 1987 Stasys Lozoraitis (junior) 1991                                                                            |
| Wielki książę Luksemburga                                          | - 1964 Jan 2000                                                                                                   |
| Premier Luksemburga                                                | - 1984 Jacques Santer 1995                                                                                        |
| Premier Łotwy                                                      | - 1990 Ivars Godmanis 1993                                                                                        |
| Prezydent Madagaskaru                                              | - 1975 Didier Ratsiraka 1993                                                                                      |
| Premier Madagaskaru                                                | - 1988 Victor Ramahatra 1991                                                                                      |
| Prezydent Malawi                                                   | - 1966 Hastings Kamuzu Banda 1994                                                                                 |
| Prezydent Malediwów                                                | - 1978 Maumun ̓Abdul Gajum 2008                                                                                    |
| Król Malezji                                                       | - 1989 Azlan Shah 1994                                                                                            |
| Premier Malezji                                                    | - 1981 Mahathir bin Mohamad 2003                                                                                  |
| Prezydent Mali                                                     | - 1968 Moussa Traoré 1991                                                                                         |
| Premier Mali                                                       | - 1988 urząd zniesiony 1991                                                                                       |
| Prezydent Malty                                                    | - 1989 Ċensu Tabone 1994                                                                                          |
| Premier Malty                                                      | - 1987 Edward Fenech Adami 1996                                                                                   |
| Król Maroka                                                        | - 1961 Hassan II 1999                                                                                             |
| Premier Maroka                                                     | - 1986 Izz ad-Din al-Araki 1992                                                                                   |
| Prezydent Mauretanii                                               | - 1984 Maawija uld Sid’Ahmad Taja 2005                                                                            |
| Premier Mauretanii                                                 | - 1984 Maawija uld Sid’Ahmad Taja 1992                                                                            |
| Premier Mauritiusa                                                 | - 1982 Anerood Jugnauth 1995                                                                                      |
| Prezydent Meksyku                                                  | - 1988 Carlos Salinas de Gortari 1994                                                                             |
| Prezydent Mikronezji                                               | - 1987 John Haglelgam 1991                                                                                        |
| Przewodniczący Państwowej Rady Przywrócenia Ładu i Porządku Mjanmy | - 1988 Saw Maung 1992                                                                                             |
| Premier Mjanmy                                                     | - 1988 Saw Maung 1992                                                                                             |
| Książę Monako                                                      | - 1949 Rainier III 2005                                                                                           |
| Minister stanu Monako                                              | - 1985 Jean Ausseil 1991                                                                                          |
| Przewodniczący Prezydium Wielkiego Churału Ludowego Mongolii       | - 1984 Dżambyn Batmönch 1990 - 1990 Punsalmaagijn Oczirbat 1990                                                   |
| Prezydent Mongolii                                                 | - 1990 Punsalmaagijn Oczirbat 1997                                                                                |
| Premier Mongolii                                                   | - 1984 Dumaagijn Sodnom 1990 - 1990 Szarawyn Gungaadordż 1990 - 1990 Daszijn Bjambasüren 1992                     |
| Prezydent Mozambiku                                                | - 1986 Joaquim Chissano 2005                                                                                      |
| Premier Mozambiku                                                  | - 1986 Mário da Graça Machungo 1994                                                                               |
| Prezydent Namibii                                                  | - 1990 Sam Nujoma 2005                                                                                            |
| Premier Namibii                                                    | - 1990 Hage Geingob 2002                                                                                          |
| Sekretarz generalny NATO                                           | - 1988 Manfred Wörner (Niemcy) 1994                                                                               |
| Prezydent Nauru                                                    | - 1989 Bernard Dowiyogo 1995                                                                                      |
| Król Nepalu                                                        | - 1972 Birendra 2001                                                                                              |
| Premier Nepalu                                                     | - 1986 Marich Man Singh Shrestha 1990 - 1990 Lokendra Bahadur Chand 1990 - 1990 Krishna Prasad Bhattarai 1991     |
| Prezydent Niemiec                                                  | - 1984 Richard von Weizsäcker 1994                                                                                |
| Kanclerz Niemiec                                                   | - 1982 Helmut Kohl 1998                                                                                           |
| Prezydent Nigru                                                    | - 1987 Ali Saibou 1993                                                                                            |
| Premier Nigru                                                      | - 1989 urząd zniesiony 1990 - 1990 Aliou Mahamidou 1991                                                           |
| Prezydent Nigerii                                                  | - 1985 Ibrahim Babangida 1993                                                                                     |
| Prezydent Nikaragui                                                | - 1985 Daniel Ortega 1990 - 1990 Violeta Chamorro 1997                                                            |
| Król Norwegii                                                      | - 1957 Olaf V 1991                                                                                                |
| Premier Norwegii                                                   | - 1989 Jan P. Syse 1990 - 1990 Gro Harlem Brundtland 1996                                                         |
| Premier Nowej Zelandii                                             | - 1989 Geoffrey Palmer 1990 - 1990 Mike Moore 1990 - 1990 Jim Bolger 1997                                         |
| Przewodniczący Rady Państwa NRD                                    | - 1989 Manfred Gerlach (tymcz.) 1990 - 1990 Sabine Bergmann-Pohl (przew. Izby Ludowej) 1990                       |
| Premier NRD                                                        | - 1989 Hans Modrow 1990 - 1990 Lothar de Maizière 1990                                                            |
| Sułtan Omanu                                                       | - 1970 Kabus ibn Sa’id 2020                                                                                       |
| Sekretarz generalny ONZ                                            | - 1982 Javier Pérez de Cuéllar (Peru) 1991                                                                        |
| Prezydent Pakistanu                                                | - 1988 Ghulam Ishaq Khan 1993                                                                                     |
| Premier Pakistanu                                                  | - 1988 Benazir Bhutto 1990 - 1990 Ghulam Mustafa Jatoi (p.o.) 1990 - 1990 Nawaz Sharif 1993                       |
| Prezydent Palau                                                    | - 1989 Ngiratkel Etpison 1993                                                                                     |
| Prezydent Panamy                                                   | - 1989 Guillermo Endara 1994                                                                                      |
| Papież                                                             | - 1978 Jan Paweł II 2005                                                                                          |
| Premier Papui-Nowej Gwinei                                         | - 1988 Rabbie Namaliu 1992                                                                                        |
| Prezydent Paragwaju                                                | - 1989 gen. Andrés Rodríguez 1993                                                                                 |
| Prezydent Peru                                                     | - 1985 Alan García Pérez 1990 - 1990 Alberto Fujimori 2000                                                        |
| Premier Peru                                                       | - 1989 Guillermo Larco Cox 1990 - 1990 Juan Carlos Hurtado Miller 1991                                            |
| Prezydent Południowej Afryki                                       | - 1989 Frederik de Klerk 1994                                                                                     |
| Prezydent Portugalii                                               | - 1986 Mário Soares 1996                                                                                          |
| Premier Portugalii                                                 | - 1985 Anibal Cavaco Silva 1995                                                                                   |
| Sekretarz generalny Rady Europy                                    | - 1989 Catherine Lalumière (Francja) 1994                                                                         |
| Prezydent Republiki Środkowoafrykańskiej                           | - 1981 André Kolingba 1993                                                                                        |
| Premier Republiki Środkowoafrykańskiej                             | - 1981 urząd zniesiony 1991                                                                                       |
| Prezydent Republiki Zielonego Przylądka                            | - 1975 Aristides Pereira 1991                                                                                     |
| Premier Republiki Zielonego Przylądka                              | - 1975 Pedro Pires 1991                                                                                           |
| Prezydent Rumunii                                                  | - 1989 Ion Iliescu 1996                                                                                           |
| Premier Rumunii                                                    | - 1989 Petre Roman 1991                                                                                           |
| Prezydent Rwandy                                                   | - 1973 Juvénal Habyarimana 1994                                                                                   |
| Premier Saint Kitts i Nevis                                        | - 1983 Kennedy Simonds 1995                                                                                       |
| Premier Saint Lucia                                                | - 1982 John Compton 1996                                                                                          |
| Premier Saint Vincent i Grenadyn                                   | - 1984 James Fitz-Allen Mitchell 2000                                                                             |
| Prezydent Salwadoru                                                | - 1989 Alfredo Cristiani 1994                                                                                     |
| O le Ao o le Malo Samoa                                            | - 1962 Malietoa Tanumafili II 2007                                                                                |
| Premier Samoa                                                      | - 1988 Tofilau Eti Alesana 1998                                                                                   |
| Kapitanowie regenci San Marino                                     | - 1990 Adalmiro Bartolini Ottaviano Rossi 1990 - 1990 Cesare Gasperoni Roberto Bucci 1991                         |
| Sekretarz Stanu do spraw Politycznych i Zagranicznych San Marino   | - 1986 Gabriele Gatti 2002                                                                                        |
| Prezydent Senegalu                                                 | - 1981 Abdou Diouf 2000                                                                                           |
| Premier Senegalu                                                   | - 1983 urząd zniesiony 1991                                                                                       |
| Prezydent Seszeli                                                  | - 1977 France-Albert René 2004                                                                                    |
| Prezydent Sierra Leone                                             | - 1985 Joseph Saidu Momoh 1992                                                                                    |
| Prezydent Singapuru                                                | - 1985 Wee Kim Wee 1993                                                                                           |
| Premier Singapuru                                                  | - 1965 Lee Kuan Yew 1990 - 1990 Goh Chok Tong 2004                                                                |
| Prezydent Somalii                                                  | - 1969 Mohammed Siad Barre 1991                                                                                   |
| Premier Somalii                                                    | - 1987 Muhammad Ali Samatar 1990 - 1990 Mohammed Hawadle Madar 1991                                               |
| Prezydent Sri Lanki                                                | - 1989 Ranasinghe Premadasa 1993                                                                                  |
| Premier Sri Lanki                                                  | - 1989 Dingiri Banda Wijetunge 1993                                                                               |
| Król Suazi                                                         | - 1986 Ntombi (współpanująca) 2018 - 1986 Mswati III 2018                                                         |
| Premier Suazi                                                      | - 1989 Obed Dlamini 1993                                                                                          |
| Prezydent Sudanu                                                   | - 1989 Umar al-Baszir 2019                                                                                        |
| Prezydent Surinamu                                                 | - 1988 Ramsewak Shankar 1990 - 1990 Ivan Graanoogst 1990 - 1990 Johan Kraag 1991                                  |
| Prezydent Syrii                                                    | - 1971 Hafiz al-Asad 2000                                                                                         |
| Premier Syrii                                                      | - 1987 Mahmud az-Zubi 2000                                                                                        |
| Prezydent Szwajcarii                                               | - 1990 Arnold Koller 1990                                                                                         |
| Król Szwecji                                                       | - 1973 Karol XVI Gustaw                                                                                           |
| Premier Szwecji                                                    | - 1986 Ingvar Carlsson 1991                                                                                       |
| Król Tajlandii                                                     | - 1946 Bhumibol Adulyadej 2016                                                                                    |
| Premier Tajlandii                                                  | - 1988 Chatichai Choonhavan 1991                                                                                  |
| Prezydent Tajwanu                                                  | - 1988 Lee Teng-hui 2000                                                                                          |
| Prezydent Tanzanii                                                 | - 1985 Ali Hassan Mwinyi 1995                                                                                     |
| Premier Tanzanii                                                   | - 1985 Joseph Warioba 1990 - 1990 John Malecela 1994                                                              |
| Prezydent Togo                                                     | - 1967 Gnassingbé Eyadéma 2005                                                                                    |
| Premier Togo                                                       | - 1961 urząd zniesiony 1991                                                                                       |
| Król Tonga                                                         | - 1965 Taufaʻahau Tupou IV 2006                                                                                   |
| Premier Tonga                                                      | - 1965 Sione Ngū Manumataongo Uelingatoni 1991                                                                    |
| Prezydent Trynidadu i Tobago                                       | - 1987 Noor Hassanali 1997                                                                                        |
| Premier Trynidadu i Tobago                                         | - 1986 Arthur N.R. Robinson 1991                                                                                  |
| Prezydent Tunezji                                                  | - 1987 Zajn al-Abidin ibn Ali 2011                                                                                |
| Premier Tunezji                                                    | - 1989 Hamid al-Karawi 1999                                                                                       |
| Prezydent Turcji                                                   | - 1989 Turgut Özal 1993                                                                                           |
| Premier Turcji                                                     | - 1989 Yıldırım Akbulut 1991                                                                                      |
| Prezydent Ugandy                                                   | - 1986 Yoweri Museveni                                                                                            |
| Premier Ugandy                                                     | - 1986 Samson Kisekka 1991                                                                                        |
| Prezydent Urugwaju                                                 | - 1985 Julio María Sanguinetti 1990 - 1990 Luis Alberto Lacalle 1995                                              |
| Prezydent USA                                                      | - 1989 George H.W. Bush 1993                                                                                      |
| Prezydent Vanuatu                                                  | - 1989 Frederick Karlomuana Timakata 1994                                                                         |
| Premier Vanuatu                                                    | - 1980 Walter Lini 1991                                                                                           |
| Prezydent Wenezueli                                                | - 1989 Carlos Andrés Pérez 1993                                                                                   |
| Prezydent Węgier                                                   | - 1989 Mátyás Szűrös 1990 - 1990 Árpád Göncz 2000                                                                 |
| Premier Węgier                                                     | - 1988 Miklós Németh 1990 - 1990 József Antall 1993                                                               |
| Monarcha Wielkiej Brytanii                                         | - 1952 Elżbieta II 2022                                                                                           |
| Premier Wielkiej Brytanii                                          | - 1979 Margaret Thatcher 1990 - 1990 John Major 1997                                                              |
| Prezydent Wietnamu                                                 | - 1981 Rada Państwa 1992                                                                                          |
| Premier Wietnamu                                                   | - 1988 Đỗ Mười 1991                                                                                               |
| Prezydent Włoch                                                    | - 1985 Francesco Cossiga 1992                                                                                     |
| Premier Włoch                                                      | - 1989 Giulio Andreotti 1992                                                                                      |
| Prezydent WKS                                                      | - 1960 Félix Houphouët-Boigny 1993                                                                                |
| Premier WKS                                                        | - 1960 urząd zniesiony 1990 - 1990 Alassane Ouattara 1993                                                         |
| Prezydent Wysp Marshalla                                           | - 1986 Amata Kabua 1996                                                                                           |
| Prezydent Wysp Świętego Tomasza i Książęcej                        | - 1975 Manuel Pinto da Costa 1991                                                                                 |
| Prezydent Zambii                                                   | - 1964 Kenneth Kaunda 1991                                                                                        |
| Prezydent Zairu                                                    | - 1971 Mobutu Sese Seko 1997                                                                                      |
| Prezydent Zimbabwe                                                 | - 1987 Robert Mugabe 2017                                                                                         |
| Premier Zimbabwe                                                   | - 1987 urząd zniesiony 2009                                                                                       |
| Prezydent ZEA                                                      | - 1971 Zajid ibn Sultan Al Nahajjan 2004                                                                          |
| Premier ZEA                                                        | - 1979 Raszid ibn Said al-Maktum 1990 - 1990 Maktum ibn Raszid al-Maktum 2006                                     |
| Przywódca ZSRR                                                     | - 1985 Michaił Gorbaczow 1991                                                                                     |
| Premier ZSRR                                                       | - 1985 Nikołaj Ryżkow 1991                                                                                        |

Rok 1990 / MCMXC
stulecia: XIX wiek ~
XX wiek ~
XXI wiek

dziesięciolecia:
1960–1969 •
1970–1979 •
1980–1989 •
1990–1999
• 2000–2009
• 2010–2019
• 2020–2029

lata: 1980 «
1985 «
1986 «
1987 «
1988 «
1989 «
1990
» 1991
» 1992
» 1993
» 1994
» 1995
» 2000

## Wydarzenia w Polsce

### Styczeń
- 1 stycznia – Golczewo[1], Kunów[2], Obrzycko[3], Sędziszów[4] i Zwierzyniec[5] uzyskały prawa miejskie.
- 10 stycznia – 19 górników zginęło w wybuchu metanu w KWK „Halemba” w Rudzie Śląskiej.
- 15 stycznia – w Krakowie rozpoczęła nadawanie pierwsza prywatna stacja radiowa – RMF FM.
- 21 stycznia – we Wrocławiu i Legnicy zanotowano rekordową w styczniu dla tych miast temperaturę +19,7 °C.
- 26 stycznia – premiera filmu Porno w reżyserii Marka Koterskiego.
- 27 stycznia – uchwała XI Zjazdu PZPR o zakończeniu działalności partii.
- 28 stycznia – ukazało się ostatnie wydanie „Trybuny Ludu”.
- 29 stycznia – po raz ostatni wyprowadzono sztandar Polskiej Zjednoczonej Partii Robotniczej. Oznaczało to jej samorozwiązanie.
- 30 stycznia:
  - rozpoczął się zjazd założycielski SdRP.
  - założono Muzeum Niepodległości w Warszawie.
  - Stanisław Wyganowski został prezydentem Warszawy.

### Luty
- 4 lutego – odbyła się premiera filmu Bal na dworcu w Koluszkach.
- 5 lutego – odbyła się premiera filmu Marcowe migdały.
- 6 lutego – we Wrocławiu została uruchomiona komercyjna stacja telewizyjna PTV Echo; pierwsza w krajach postkomunistycznych.
- 9 lutego:
  - przywrócono dawne godło państwowe – Orła w koronie.
  - Jerzy Rościszewski został prezydentem Krakowa.
- 16 lutego:
  - Polska podpisała w Paryżu porozumienie z 14 państwami wierzycielskimi Klubu Paryskiego – 10 mld dolarów polskiego długu zostało rozłożone na okres 14 lat spłat.
  - powstał Zakład Karny Herby.
- 21 lutego:
  - premier Tadeusz Mazowiecki przedstawił na konferencji prasowej polskie warunki zgody na zjednoczenie Niemiec: udział polski w konferencji „2+4” i parafowanie z obydwoma państwami niemieckimi umowy o nienaruszalności granic, która zostanie podpisana ostatecznie po zjednoczeniu.
  - Komitet Obrony Kraju przyjął doktrynę obronną RP.
  - na Dolnym Śląsku temperatura osiągnęła najwyższą wartość w lutym w historii pomiarów. We Wrocławiu i w Legnicy zanotowano +19,7 °C, w Jeleniej Górze +19,5 °C, w Zielonej Górze +19,0 °C.
- 22 lutego:
  - Polska otrzymała pierwsze kredyty z Banku Światowego: 360 mln dolarów na rozwój eksportu i rolnictwa.
  - ukazał się pierwszy numer „Gazety w Katowicach” – regionalnego wydania „Gazety Wyborczej”, ukazującego się na terenie ówczesnego województwa katowickiego.
  - w życie weszła uchwalona przez Sejm 9 lutego 1990 ustawa o zmianie przepisów o godle, barwach i hymnie Rzeczypospolitej Polskiej: po przemianach ustrojowych nastąpił powrót do zmodyfikowanej wersji polskiego Orła Białego z otwartą koroną według wzoru z 1927 r.
- 23 lutego – nowelizacja kodeksu karnego zniosła konfiskatę majątku.
- 24 lutego – powołano Urząd Antymonopolowy (od 1996 roku Urząd Ochrony Konkurencji i Konsumentów).
- 25 lutego – na południu kraju temperatura osiągnęła najwyższe wartości w lutym w historii pomiarów. W Krakowie zanotowano +21,0 °C, w Tarnowie +20,6 °C, w Nowym Sączu +20,3 °C, w Opolu +19,3 °C.
- 26 lutego – Jan Kułakowski został powołany na ambasadora Polski przy Wspólnotach Europejskich.
- 27 lutego – Polska wznowiła stosunki dyplomatyczne z Izraelem.

### Marzec
- 8 marca – zmiana Konstytucji, przywracająca po 40 latach gminom status jednostki samorządu terytorialnego; ustawa o samorządzie terytorialnym oraz ordynacja wyborcza do rad gmin.
- 9 marca – w obserwatorium meteorologicznym na Śnieżce zmierzono rekordową w Polsce prędkość porywu wiatru (346 km/h).
- 10 marca – rozpoczęło emisję zakopiańskie Radio Alex.
- 14 marca – padł rekord inflacji: Główny Urząd Statystyczny ogłosił, że inflacja w ciągu 12 miesięcy wyniosła 1360%.
- 20 marca – Lech Wałęsa otrzymał tytuł doktora honoris causa Uniwersytetu Gdańskiego.
- 22 marca – Sejm przyjął ustawę likwidującą koncern prasowy RSW Prasa-Książka-Ruch.
- 26 marca – na antenie TVP Wrocław rozpoczęto emisję lokalnego serwisu informacyjnego Fakty.
- 30 marca – ukazał się pierwszy numer dziennika Express Bydgoski.

### Kwiecień
- 5 kwietnia – zostało wydane zarządzenie prezesa Rady Ministrów w sprawie przekształcenia dzielnic miasta stołecznego Warszawy w gminy.
- 6 kwietnia – rząd Tadeusza Mazowieckiego przeprowadził w Sejmie kontraktowym pakiet ustaw znoszących Milicję Obywatelską, a powołujących w zamian Policję oraz tworzących Urząd Ochrony Państwa w miejsce rozwiązywanej Służby Bezpieczeństwa. Tego samego dnia Sejm przywrócił Święto Narodowe Trzeciego Maja znosząc jednocześnie święto 22 lipca.
- 11 kwietnia:
  - Sejm uchwalił ustawę o zniesieniu cenzury.
  - radziecka agencja TASS opublikowała oświadczenie rządu radzieckiego o przyjęciu odpowiedzialności za zbrodnię katyńską.
- 18 kwietnia – premiera komedii kryminalnej Deja vu.
- 23 kwietnia – zarejestrowano Związek Harcerstwa Rzeczypospolitej.
- 27 kwietnia – Polska ratyfikowała Konwencję wiedeńską o prawie traktatów.
- 28 kwietnia – w życie weszła ustawa znosząca święto 22 lipca i przywracająca Święto Narodowe Trzeciego Maja.

### Maj
- 1 maja – utworzono parki narodowe: Drawieński i Poleski.
- 4 maja – Hutę im. Włodzimierza Lenina w Krakowie przemianowano na Hutę im. Tadeusza Sendzimira.
- 5 maja – z połączenia PSL „Odrodzenie” oraz PSL wilanowskiego utworzono Polskie Stronnictwo Ludowe.
- 6 maja – premiera filmu Korczak.
- 10 maja:
  - Lech Wałęsa wygłosił tezę o wojnie na górze, przedstawiając demokrację jako pokojową walkę wszystkich ze wszystkimi.
  - weszły w życie ustawy powołujące Urząd Ochrony Państwa i Policję.
  - w warszawskim klubie Hybrydy odbył się pierwszy koncert Elektrycznych Gitar.
- 12 maja – powstało Porozumienie Centrum.
- 18 maja – Sejm uchwalił ustawę o ustroju Warszawy.
- 25 maja – Polska złożyła w Brukseli oficjalny wniosek o rozpoczęcie negocjacji w sprawie umowy o stowarzyszeniu ze Wspólnotami Europejskimi.
- 27 maja:
  - wolne wybory do samorządu terytorialnego.
  - w wyborach samorządowych w Krakowie kandydaci Komitetu Obywatelskiego (opozycyjnego do byłych członków PZPR) zdobyli 73 z 75 mandatów.
- 28 maja-7 czerwca – Krakowskie sympozjum KBWE pod hasłem „Dziedzictwo kulturalne kontynentu”.

### Czerwiec
- 1 czerwca – ze służby wycofano trałowiec bazowy ORP Dzik, projektu 254M.
- 6 czerwca – odbyła się premiera komedii sensacyjnej Zabić na końcu w reżyserii Wojciecha Wójcika.
- 8 czerwca – w rodzinnym grobowcu na Powązkach pochowano sprowadzone z Wielkiej Brytanii zwłoki Felicjana Sławoja Składkowskiego.
- 20 czerwca – Jacek Woźniakowski został prezydentem Krakowa.
- 22 czerwca – powstała Polska Federacja Ju-Jitsu.
- 24 czerwca – Lech Wałęsa skrytykował ostro rząd Tadeusza Mazowieckiego i wspierające go skrzydło Komitetu Obywatelskiego rozpoczynając „wojnę na górze”.

### Lipiec
- 6 lipca – ministrem obrony narodowej został wiceadm. Piotr Kołodziejczyk.
- 9 lipca – Polska i Suwerenny Rycerski Zakon Szpitalników św. Jana z Jerozolimy z Rodos i z Malty (Zakon maltański) nawiązały stosunki dyplomatyczne.
- 12 lipca – do służby w Siłach Powietrznych RP wszedł samolot Tu-154M nr boczny 101, który 10 kwietnia 2010 roku uległ katastrofie w Smoleńsku.
- 13 lipca – sformowano jednostkę do działań specjalnych GROM.
- 15 lipca – w Pile, płotkarz Tomasz Nagórka ustanowił rekord Polski w biegu na 110 m ppł. wynikiem 13,35 s.
- 17 lipca – podłączono PLEARN, pierwszy węzeł sieci komputerów akademickich w Polsce do sieci zagranicznej EARN.
- 31 lipca – pożar w pałacu pod Baranami w Krakowie.

### Sierpień
- 3 sierpnia – podjęto decyzję o wprowadzeniu lekcji religii do szkół.
- 9 sierpnia – Polska i NATO nawiązały stosunki dyplomatyczne.
- 10 sierpnia – Wanda Panfil-González ustanowiła rekord Polski w biegu na 3000 m wynikiem 8.52,07 s.
- 20 sierpnia – Katastrofa kolejowa w Ursusie: w zderzeniu pociągów zginęło 16 osób, a 64 zostały ranne.
- 26 sierpnia – otwarto Dom urodzin generała Władysława Sikorskiego w Tuszowie Narodowym.

### Wrzesień
- 1 września:
  - wprowadzono naukę religii do szkół.
  - sformowano Żandarmerię Wojskową.
- 3 września – rozpoczął się pierwszy Festiwal Kultury Japońskiej w Krakowie.
- 4 września – Rada Ministrów podjęła decyzję o zaprzestaniu budowy elektrowni atomowej nad Jeziorem Żarnowieckim.
- 5 września – Komisja Krajowa NSZZ Solidarność odebrała Gazecie Wyborczej prawo do posługiwania się symbolem Solidarności na pierwszej stronie Gazety.
- 7 września – uchwała Rady Miasta Krakowa o przywróceniu dawnych nazw ulic i placów.
- 11 września – Thomas Simons został ambasadorem USA w Polsce.
- 15 września – na Cmentarzu Rakowickim w Krakowie odbył się pogrzeb zmarłego w 1942 roku gen. Bolesława Wieniawy Długoszowskiego.
- 21 września – Polska złożyła deklarację o przyjęciu obowiązkowej jurysdykcji Międzynarodowego Trybunału Sprawiedliwości.
- 27 września:
  - uchwalono ustawę o wyborze prezydenta RP.
  - Polska ponownie przystąpiła do Interpolu.
- 28 września – powstała druga komercyjna rozgłośnia radiowa, Radio Zet, założone przez Andrzeja Woyciechowskiego.

### Październik
- 1 października – rozpoczął się XII Międzynarodowy Konkurs Pianistyczny im. Fryderyka Chopina.
- 10 października – Konferencja Episkopatu Polski wydała dekret o reaktywacji Katolickiego Stowarzyszenia Młodzieży.
- 11 października – powstała Unia Metropolii Polskich.
- 12 października – Sejm RP uchwalił ustawę o utworzeniu Straży Granicznej.
- 15 października – odbyła się premiera filmu Ucieczka z kina „Wolność”.
- 19 października – rozpoczął emisję ośrodek regionalny TVP Rzeszów.

### Listopad
- 9 listopada – Sejm przyjął ustawę o przejęciu przez skarb państwa majątku po byłej PZPR.
- 14 listopada – ministrowie spraw zagranicznych Polski i Niemiec podpisali traktat potwierdzający granicę między obu państwami.
- 25 listopada i 9 grudnia – pierwsze w historii Polski powszechne wybory prezydenckie wygrane w pierwszej turze przez Lecha Wałęsę (39,7%) przed Stanem Tymińskim (23,1%), który wyprzedził Tadeusza Mazowieckiego.
- 28 listopada – Wrocław jako drugie miasto po Warszawie został podłączony do Internetu.
- 29 listopada – likwidacja restrykcji w sprzedaży napojów alkoholowych, wódkę można było znów kupować przed godziną 13.

### Grudzień
- 2 grudnia – powstała Unia Demokratyczna, grupująca przede wszystkim dawne środowiska inteligenckie i opozycyjne.
- 6 grudnia – zarejestrowana została partia Unia Polityki Realnej.
- 7 grudnia – premiera filmu Po upadku. Sceny z życia nomenklatury.
- 8 grudnia – powstała fundacja Międzynarodowego Centrum Kultury w Krakowie.
- 9 grudnia – w drugiej turze wyborów prezydenckich, po „medialnej” mobilizacji, zwyciężył Lech Wałęsa (74,3%) przed Stanem Tymińskim (25,7%).
- 14 grudnia – Sejm przyjął dymisję rządu Tadeusza Mazowieckiego.
- 17 grudnia – Rada Ministrów podjęła decyzję o likwidacji budowanej elektrowni jądrowej w Żarnowcu.
- 22 grudnia – Lech Wałęsa został zaprzysiężony na prezydenta Polski. Prezydent RP na uchodźstwie Ryszard Kaczorowski uroczyście przekazał Lechowi Wałęsie insygnia władzy prezydenckiej II Rzeczypospolitej oraz oryginał konstytucji RP z 1935 r.
- 25 grudnia – Polska ratyfikowała Układ o współpracy patentowej.
- 29 grudnia – port wojenny na Oksywiu: pożegnano okręty polskiej marynarki wojennej wyznaczone do niesienia humanitarnej pomocy uczestnikom konfliktu w rejonie Zatoki Perskiej: ORP Wodnik (okręt szpitalny) i ORP Piast (okręt ratowniczy).

## Wydarzenia na świecie

### Styczeń
- 1 stycznia:
  - Irlandia objęła prezydencję w Radzie Unii Europejskiej.
  - morawskie miasto Zlin wróciło do swej pierwotnej nazwy (w latach 1949–1989 nazywało się Gottwaldov).
- 3 stycznia – Manuel Noriega, obalony dyktator Panamy, opuścił ambasadę watykańską i został aresztowany przez wojsko amerykańskie.
- 4 stycznia – 350 osób zginęło, a ponad 700 zostało rannych w zderzeniu pociągów w Pakistanie.
- 7 stycznia:
  - zniesiono karę śmierci w Rumunii.
  - zamknięto dla zwiedzających Krzywą Wieżę w Pizie.
- 10 stycznia:
  - chiński rząd zniósł stan wyjątkowy wprowadzony w maju 1989 roku.
  - dokonano oblotu szerokokadłubowca McDonnell Douglas MD-11.
- 11 stycznia – w Wilnie 300 tys. demonstrantów domagało się niepodległości Litwy.
- 12 stycznia – Òscar Ribas Reig został po raz drugi premierem Andory.
- 14 stycznia:
  - 43 osoby zginęły w pożarze dyskoteki Flying w hiszpańskiej Saragossie.
  - powstał Związek Polaków na Łotwie.
- 16 stycznia – rozpoczęły się obrady Okrągłego Stołu w Bułgarii, trwały do 15 maja 1990.
- 18 stycznia – burmistrz Nagasaki Hitoshi Motoshima został postrzelony przez prawicowego fanatyka.
- 19 stycznia – premiera filmu Wstrząsy.
- 20 stycznia – wojska radzieckie dokonały masakry demonstrantów w stolicy Azerbejdżanu, Baku. Zginęło 130 osób, kilkaset zostało rannych.
- 24 stycznia – została wystrzelona japońska sonda księżycowa Hiten.
- 25 stycznia – kolumbijski Boeing 707 rozbił się z powodu braku paliwa podczas podchodzenia do lądowania w Nowym Jorku; zginęły 73 osoby, 85 zostało rannych.
- 26 stycznia – obrączkowe zaćmienie słońca nad Antarktydą i południowym Atlantykiem.
- 29 stycznia – były przywódca NRD Erich Honecker został aresztowany pod zarzutem zdrady narodowej.
- 31 stycznia – otwarto pierwszą restaurację McDonald’s w Moskwie.

### Luty
- 1 lutego – w Bułgarii wprowadzono aborcję na życzenie w pierwszych 12 tygodniach ciąży.
- 2 lutego – południowoafrykański prezydent Frederik Willem de Klerk zezwolił na działalność Afrykańskiego Kongresu Narodowego i obiecał, że doprowadzi do uwolnienia z więzienia Nelsona Mandeli.
- 4 lutego – 9 turystów izraelskich zginęło, a 15 zostało rannych w zamachu dokonanym przez palestyńskich terrorystów na autobus pod Kairem.
- 9 lutego:
  - Czechosłowacja i Izrael wznowiły stosunki dyplomatyczne zerwane w 1967 roku.
  - Watykan i Węgry wznowiły stosunki dyplomatyczne.
  - została uchwalona konstytucja Namibii.
- 10 lutego – w Moskwie na Kremlu spotkali się Michaił Gorbaczow i Helmut Kohl. Przywódca ZSRR wyraził zgodę na zjednoczenie Niemiec.
- 11 lutego – Nelson Mandela wyszedł na wolność po 27 latach spędzonych w więzieniu.
- 14 lutego:
  - sonda kosmiczna Voyager 1 wykonała ostatnią serię zdjęć Układu Słonecznego.
  - 92 osoby zginęły w katastrofie indyjskiego samolotu Airbus A320 pod Bengaluru.
- 15 lutego – Argentyna i Wielka Brytania przywróciły stosunki dyplomatyczne zerwane podczas wojny o Falklandy.
- 16 lutego – Sam Nujoma został wybrany przez Zgromadzenie Konstytucyjne na pierwszego prezydenta niepodległej Namibii.
- 21 lutego:
  - Václav Havel przemawiał przed obydwoma izbami Kongresu USA.
  - premiera filmu Nikita.
- 24 lutego – na Litwie odbyły się pierwsze od czasu przyłączenia do ZSRR wolne wybory parlamentarne. Opozycyjny Litewski Ruch na rzecz Przebudowy Sąjūdis wygrał wybory parlamentarne w Litewskiej SRR.
- 25 lutego – wybory prezydenckie w Nikaragui. Wygrała je kandydatka opozycji, Violeta Chamorro.
- 27 lutego – w Toronto ukazało się ostatnie wydanie polskojęzycznego czasopisma Kronika Tygodniowa.
- 28 lutego – rozpoczęła się misja STS-36 wahadłowca Atlantis.

### Marzec
- 1 marca – weszła w życie Konwencja Antydopingowa Rady Europy.
- 10 marca – Węgry podpisały z ZSRR układ o wycofaniu wojsk radzieckich ze swego terytorium do 30 czerwca 1991.
- 11 marca:
  - Litwa uroczystą deklaracją parlamentu ogłosiła niepodległość.
  - Patricio Aylwin zastąpił Augusto Pinocheta na stanowisku prezydenta Chile.
- 13 marca – Ertha Pascal-Trouillot jako pierwsza kobieta objęła urząd prezydenta Haiti.
- 15 marca:
  - Michaił Gorbaczow został zaprzysiężony na pierwszego i jedynego prezydenta ZSRR.
  - ZSRR i Watykan nawiązały stosunki dyplomatyczne.
  - Fernando Collor de Mello został prezydentem Brazylii.
  - w Iraku został stracony brytyjski dziennikarz pochodzenia irańskiego Farzad Bazoft, oskarżony o szpiegostwo na rzecz Izraela.
- 17 marca – Kazimiera Prunskienė została pierwszą kobietą – premierem Litwy.
- 18 marca:
  - wybory w NRD wygrane przez koalicję pod przewodnictwem wschodniej CDU otworzyły drogę do szybkiego zjednoczenia Niemiec.
  - z Isabella Gardner Museum w Bostonie skradziono 12 obrazów autorstwa Degasa, Rembrandta, Maneta, Vermeera i Flincka, o łącznej wartości około $300 mln.
- 19 marca – Japonia jako trzeci kraj w historii umieściła sztucznego satelitę na orbicie Księżyca (sondę Hiten).
- 20 marca:
  - premier Tadeusz Mazowiecki rozpoczął wizytę w USA.
  - seria tornad przeszła nad przedmieściami miasta Welkom w Południowej Afryce Zniszczeniu uległo 4 tys. domów.
- 21 marca:
  - minister spraw zagranicznych Krzysztof Skubiszewski złożył oficjalną wizytę w Kwaterze Głównej NATO w Brukseli.
  - Namibia uzyskała niepodległość od RPA.
- 23 marca – premiera filmu Pretty Woman.
- 24 marca:
  - ostatnie wojska indyjskie zostały wycofane ze Sri Lanki.
  - Islom Karimov został przewodniczącym Rady Najwyższej Uzbeckiej SRR.
- 25 marca:
  - na Węgrzech odbyły się pierwsze po upadku komunizmu demokratyczne wybory parlamentarne.
  - wystartowała brytyjska stacja telewizyjna Sky Sports.
  - w wyniku podpalenia nielegalnego latynoskiego klubu nocnego Happy Land na nowojorskim Bronksie zginęło 87 osób.
- 26 marca:
  - 11 czarnoskórych demonstrantów zostało zastrzelonych przez policję w Sebokang w RPA.
  - odbyła się 62. ceremonia wręczenia Oscarów.
- 28 marca – Michael Jordan ustanowił własny rekord zdobytych punktów (69) w jednym meczu w lidze NBA.
- 29 marca – dokonano oblotu samolotu pasażerskiego Ił-114.
- 30 marca – Rada Najwyższa Estońskiej SRR uznała rządy radzieckie za nielegalne i ogłosiła okres przejściowy przed ogłoszeniem niepodległości.
- 31 marca – została założona Komunistyczna Partia Czech i Moraw (KSČM).

### Kwiecień
- 1 kwietnia – urzędujący prezydent Zimbabwe Robert Mugabe został wybrany na drugą kadencję.
- 2 kwietnia – założono Republikańską Partię Armenii (HHK).
- 3 kwietnia – Petyr Mładenow został prezydentem Bułgarii.
- 5 kwietnia – NASA: wystrzelono pierwszą rakietę nośną Pegasus.
- 7 kwietnia – 158 osób zginęło w pożarze norweskiego promu Scandinavian Star.
- 8 kwietnia:
  - centroprawicowa Nowa Demokracja wygrała wybory parlamentarne w Grecji.
  - król Birendra zniósł obowiązujący od 30 lat zakaz działalności partii politycznych w Nepalu.
  - opozycyjna koalicja DEMOS wygrała pierwsze demokratyczne wybory parlamentarne w Słowenii.
  - stacja ABC rozpoczęła emisję serialu Miasteczko Twin Peaks.
- 11 kwietnia – Konstandinos Mitsotakis został premierem Grecji.
- 12 kwietnia – Lothar de Maizière z CDU został ostatnim premierem NRD.
- 13 kwietnia – podczas wizyty prezydenta Wojciecha Jaruzelskiego w Moskwie Michaił Gorbaczow przekazał pochodzące z radzieckich archiwów dokumenty dotyczące zbrodni katyńskiej, po raz pierwszy oficjalnie przyznając, że zbrodni dokonało NKWD.
- 21 kwietnia – rozpoczęła się 46. podróż apostolska Jana Pawła II do Czechosłowacji.
- 22 kwietnia – niezadowoleni z rządów Frontu Wyzwolenia Narodowego studenci bukareszteńscy rozpoczęli protest na dużą skalę na pl. Uniwersyteckim, rozbity przez górników z zagłębia Valea Jiului 13-15 czerwca.
- 23 kwietnia – Namibia została członkiem ONZ.
- 24 kwietnia:
  - na orbicie okołoziemskiej został umieszczony Kosmiczny Teleskop Hubble’a.
  - Nursułtan Nazarbajew objął urząd prezydenta Kazachstanu.
- 25 kwietnia – Violeta Chamorro jako pierwsza kobieta objęła urząd prezydenta Nikaragui.
- 26 kwietnia – kandydat w wyborach prezydenckich w Kolumbii z ramienia lewicowej koalicji M-19 Carlos Pizarro został zastrzelony przez prawicowego bojówkarza na pokładzie samolotu w Bogocie.
- 27 kwietnia:
  - by zaprotestować przeciwko napaściom nacjonalistów żydowskich na miejsca święte chrześcijaństwa i islamu zostały na 24 godziny zamknięte bramy Bożego Grobu, bazylik w Nazerecie i Betlejem oraz meczetów na Wzgórzu Świątynnym.
  - przyjęto flagę Mołdawii.

### Maj
- 1 maja – władze chińskie zniosły wprowadzony w marcu 1989 roku stan wojenny w Tybecie.
- 2 maja – Árpád Göncz został prezydentem Węgier.
- 3 maja:
  - Bułgaria i Izrael przywróciły pełne stosunki dyplomatyczne.
  - Casimir Oyé-Mba został premierem Gabonu.
- 4 maja – Łotwa proklamowała niepodległość.
- 5 maja:
  - pierwsze spotkanie ministrów spraw zagranicznych „czterech mocarstw” i obu państw niemieckich (konferencji 2+4) w sprawie zjednoczenia Niemiec.
  - w Zagrzebiu odbył się 35. Konkurs Piosenki Eurowizji.
- 6 maja – Jan Paweł II rozpoczął wizytę w Meksyku.
- 7 maja – Ivars Godmanis został premierem Łotwy.
- 11 maja – podczas spotkania przywódców trzech krajów bałtyckich w Tallinnie podjęto decyzję o reaktywacji Rady Bałtyckiej.
- 13 maja:
  - na stadionie Maksimir w Zagrzebiu, w trakcie meczu ligi jugosłowiańskiej między miejscowym Dinamem a Crveną zvezdą, doszło do starć kibiców, w których rannych zostało 60 osób.
  - powstała Socjaldemokratyczna Partia Mołdawii (PSD).
- 15 maja:
  - w Bułgarii zakończyły się rozmowy Okrągłego Stołu.
  - Portret doktora Gacheta Vincenta van Gogha został sprzedany za 82,5 mln dolarów.
- 17 maja:
  - Światowa Organizacja Zdrowia usunęła homoseksualizm z listy chorób i zaburzeń; w rocznicę wydarzenia obchodzony jest Międzynarodowy Dzień Przeciw Homofobii, Transfobii i Bifobii.
  - w Hongkongu oddano do użytku wieżowiec Bank of China Tower.
  - spłonął doszczętnie kościół Katarzyny w Sztokholmie.
  - na przedgórzu Uralu spadł meteoryt Sterlitamak.
- 18 maja:
  - podpisany został układ o unii walutowej i gospodarczej pomiędzy NRD a RFN.
  - francuski TGV Atlantique ustanowił rekord prędkości pociągu pasażerskiego: 515,3 km/h.
- 20 maja:
  - odbyły się pierwsze od 1937 roku wielopartyjne wybory parlamentarne w Rumunii.
  - na przystanku autobusowym w mieście Riszon le-Cijjon izraelski żołnierz Ami Popper zastrzelił 7 Palestyńczyków.
  - w Los Angeles Amerykanin Randy Barnes ustanowił rekord świata w pchnięciu kulą (23,12 m).
- 22 maja – Jemen Północny i Jemen Południowy przyjęły deklarację zjednoczeniową tworząc Republikę Jemeńską.
- 23 maja – József Antall został premierem Węgier.
- 25 maja – papież Jan Paweł II rozpoczął wizytę na Malcie.
- 26 maja – została założona Demokratyczna Partia Rosji.
- 27 maja – zwycięstwo Narodowej Ligi na rzecz Demokracji w pierwszych od 30 lat wolnych wyborach w Birmie, unieważnionych decyzją armii.
- 29 maja:
  - Borys Jelcyn został Przewodniczącym Rady Najwyższej RFSRR.
  - w Paryżu podpisano porozumienie o utworzeniu Europejskiego Banku Odbudowy i Rozwoju (EBOiR).
- 31 maja:
  - rozpoczęła się czterodniowa wizyta prezydenta ZSRR Michaiła Gorbaczowa w USA.
  - został wyniesiony na orbitę moduł naukowy Kristałł, część radzieckiej stacji Mir.
  - w Turynie otwarto Stadio delle Alpi.

### Czerwiec
- 1 czerwca – amerykański prezydent George H.W. Bush i radziecki przywódca Michaił Gorbaczow podpisali porozumienie, na mocy którego w obu krajach zakończono produkcję broni chemicznej i rozpoczęto niszczenie już istniejącego jej arsenału.
- 7 czerwca:
  - Rada Północnoatlantycka wystosowała tzw. Posłanie z Turnberry, w którym zapraszała do współpracy państwa członkowskie Układu Warszawskiego.
  - palestyńscy terroryści zdetonowali bombę w centrum handlowym w Jerozolimie; zginęła 1 osoba, a 9 odniosło obrażenia.
- 8 czerwca:
  - w Czechosłowacji rozpoczęły się dwudniowe, pierwsze od 1946 roku wielopartyjne wybory parlamentarne.
  - we Włoszech rozpoczęły się XIV Mistrzostwa Świata w Piłce Nożnej.
- 10 czerwca – w lecącym z Birmingham do hiszpańskiej Malagi samolocie BAC One-Eleven linii British Airways wypadła wadliwie przyśrubowana szyba w kabinie pilotów, co wywołało dekompresję i wyssanie przez powstały otwór kapitana, który zdołał zaczepić się nogami o wolant, zaś pęd powietrza przycisnął go do zewnętrznej ściany kabiny. Drugi pilot zdołał wylądować awaryjnie w Southampton, ocalając życie 89 osób na pokładzie.
- 12 czerwca – Rosja ogłosiła deklarację suwerenności.
- 13 czerwca – prezydent Rumunii Ion Iliescu wysłał sprowadzonych do Bukaresztu górników, uzbrojonych w kije i łomy, przeciwko studentom demonstrującym na placu uniwersyteckim.
- 17 czerwca – powstała konserwatywna macedońska partia polityczna Wewnętrzna Macedońska Organizacja Rewolucyjna – Demokratyczna Partia Macedońskiej Jedności Narodowej (WMRO-DPMNE).
- 18 czerwca – założono Uniwersytet Pompeu Fabry w Barcelonie.
- 20 czerwca:
  - Uzbekistan ogłosił deklarację suwerenności.
  - odkryto planetoidę Eureka.
- 21 czerwca:
  - około 40 tysięcy osób zginęło w trzęsieniu ziemi w prowincji Gilan w Iranie.
  - parlamenty RFN i NRD uznały nienaruszalność zachodniej granicy Polski.
  - w Budapeszcie uruchomiono drugą (po słoweńskiej w Lublanie) giełdę papierów wartościowych w krajach postkomunistycznych.
- 22 czerwca:
  - w Berlinie odbyło się drugie spotkanie w ramach konferencji dwa plus cztery, w sprawie zjednoczenia Niemiec.
  - uroczyście zdemontowano Checkpoint Charlie, najsłynniejsze przejście graniczne pomiędzy sektorami Berlina.
  - została rzekomo podjęta uchwała krajowego prowidu OUN, opisująca politykę ukraińskich nacjonalistów wobec Polski w okresie po jej wyjściu ze strefy wpływów ZSRR.
- 23 czerwca – parlament Mołdawii uchwalił deklarację suwerenności republiki.
- 26 czerwca:
  - lider Afrykańskiego Kongresu Narodowego Nelson Mandela wygłosił przemówienie na wspólnej sesji obu izb Kongresu USA.
  - w zakładach w Kujbyszewie (obecnie Samara) zakończono montaż polskiego samolotu Tu-154M nr boczny 101, który uległ katastrofie w Smoleńsku.
- 29 czerwca – odbył się ślub młodszego syna japońskiej pary cesarskiej księcia Akishino z Kiko Kawashimą.

### Lipiec
- Ukraińska Rada Najwyższa uchwaliła ustawę o suwerenności w ramach ZSRR, a przewodniczącym został Łeonid Krawczuk.

- 1 lipca:
  - Włochy objęły prezydencję w Radzie Unii Europejskiej.
  - wprowadzono unię walutową, gospodarczą i socjalną pomiędzy RFN i NRD.
- 2 lipca:
  - rozpoczął się XXVIII Zjazd KPZR w Moskwie.
  - w wyniku wybuchu paniki w tunelu w pobliżu Mekki zginęło 1426 pielgrzymów.
- 3 lipca – po demonstracji na ulicach Tirany rozpoczęła się masowa ucieczka Albańczyków do zachodnich ambasad. Łącznie w kolejnych dniach schronienie w nich znalazło ponad 6000 osób.
- 8 lipca – w finale rozgrywanych we Włoszech piłkarskich mistrzostw świata RFN pokonała Argentynę 1:0.
- 10 lipca – Aleksy II został patriarchą Moskwy i Wszechrusi.
- 15–16 lipca – spotkanie pomiędzy Helmutem Kohlem a Michaiłem Gorbaczowem w Stawropolu, ZSRR zaakceptował przynależność zjednoczonych Niemiec do NATO.
- 16 lipca:
  - Malta złożyła wniosek o przyjęcie do Wspólnot Europejskich.
  - w trzęsieniu ziemi na filipińskiej wyspie Luzon zginęło ponad 2500 osób.
  - został odkryty Pan, księżyc Saturna.
- 17 lipca:
  - w Paryżu odbyła się trzecia konferencja dwa plus cztery, dotycząca zjednoczenia Niemiec.
  - Białoruś ogłosiła deklarację o niezawisłości.
- 27 lipca:
  - ogłoszenie pełnej niepodległości Białorusi.
  - zakończono produkcję Citroëna 2CV.
- 29 lipca – postkomuniści zdobyli 85% głosów w pierwszych wielopartyjnych wyborach parlamentarnych w Mongolii.

### Sierpień
- 1 sierpnia – Żelu Żelew został pierwszym niekomunistycznym prezydentem Bułgarii.
- 2 sierpnia – Irak dokonał inwazji na Kuwejt. Rozpoczęła się I wojna w Zatoce Perskiej.
- 8 sierpnia – Kuwejt został zaanektowany przez Irak.
- 10 sierpnia – sonda Magellan osiągnęła orbitę Wenus.
- 16 sierpnia – Irak i Iran podpisały pokój kończący wojnę iracko-irańską.
- 19 sierpnia – na terenie Mołdawii została proklamowana separatystyczna Republika Gagauzji.
- 23 sierpnia:
  - wschodnioniemiecka Izba Ludowa wyraziła zgodę na zjednoczenie Niemiec.
  - Armenia ogłosiła niepodległość (od ZSRR).
- 25 sierpnia – Rada Bezpieczeństwa ONZ zezwoliła na blokadę morską Iraku z użyciem środków militarnych dla wymuszenia jej przestrzegania.
- 26 sierpnia – wskutek wybuchu pyłu węglowego w kopalni „Dobrnja” koło Tuzli w Bośni i Hercegowinie zginęło 180 górników.
- 28 sierpnia – Irak ogłosił Kuwejt swoją prowincją.

### Wrzesień
- 2 września – Naddniestrze ogłosiło niepodległość od Mołdawii.
- 3 września – Mircea Snegur został prezydentem Mołdawii.
- 4 września – Mike Moore został premierem Nowej Zelandii.
- 10 września:
  - Irak i Iran wznowiły stosunki dyplomatyczne.
  - papież Jan Paweł II poświęcił Bazylikę w Jamusukro, największy kościół w Afryce i na świecie.
- 12 września – Konferencja 2+4: w Moskwie podpisano traktat otwierający drogę do zjednoczenia Niemiec.
- 14 września – Komunistyczna Partia Łotwy zmieniła nazwę na Łotewska Demokratyczna Partia Pracy.
- 18 września:
  - Liechtenstein został członkiem ONZ.
  - podczas 96. sesji MKOl w Tokio wybrano Atlantę na organizatora Letnich Igrzysk Olimpijskich w 1996 roku.
- 20 września – Osetia Południowa proklamowała niepodległość od Gruzji.
- 24 września – Niemiecka Republika Demokratyczna formalnie wystąpiła z Układu Warszawskiego.
- 29 września – po 83 latach budowy oddano do użytku Katedrę Narodową w Waszyngtonie.

### Październik
- 2 października:
  - uprowadzony chiński Boeing zderzył się podczas lądowania na lotnisku w Kantonie z dwiema maszynami na ziemi. Zginęły 132 osoby.
  - 130 osób zginęło w okupowanym Kuwejcie w katastrofie Iła-76 linii Iraqi Airways.
- 3 października – nastąpiło zjednoczenie Niemiec; w rocznicę tego wydarzenia jest obchodzony Dzień Jedności Niemiec.
- 6 października – w kierunku Słońca wystrzelona została amerykańsko-europejska sonda kosmiczna Ulysses.
- 8 października – 17 Palestyńczyków zginęło, a ponad 100 zostało rannych w starciach z izraelską policją na Wzgórzu Świątynnym w Jerozolimie.
- 12 października – niemiecki minister spraw wewnętrznych Wolfgang Schäuble, w czasie spotkania wyborczego w Oppenau został dwukrotnie postrzelony przez zamachowca, wskutek czego został częściowo sparaliżowany.
- 13 października – wojska syryjskie zaatakowały siły generała Michela Aouna w Libanie. Zginęło ponad 500 osób.
- 17 października – uruchomiono Internet Movie Database (IMDb).
- 21 października – Dany Szamun, syn byłego prezydenta Libanu Kamila Szamuna, lider Narodowej Partii Liberalnej, został zamordowany we własnym mieszkaniu w Bejrucie razem z żoną i dwoma synami.
- 24 października – na archipelagu Nowa Ziemia przeprowadzono ostatni radziecki/rosyjski próbny wybuch jądrowy.
- 25 października:
  - Rada Najwyższa Kazachstanu przyjęła Deklarację Niepodległości Państwa, co rozpoczęło proces jego uniezależniania się od ZSRR.
  - albański pisarz i poeta Ismail Kadare otrzymał azyl polityczny we Francji.
- 27 października – Askar Akajew został pierwszym prezydentem Kirgistanu.

### Listopad
- 2 listopada – Jim Bolger został premierem Nowej Zelandii.
- 6 listopada:
  - Węgry zostały przyjęte do Rady Europy.
  - Nawaz Sharif został premierem Pakistanu.
- 7 listopada – Mary Robinson wygrała wybory prezydenckie w Irlandii.
- 9 listopada – premiera filmu Tańczący z wilkami.
- 10 listopada:
  - Chandra Shekhar został premierem Indii.
  - premiera filmu Kevin sam w domu.
- 12 listopada – książę Akihito został 125. cesarzem Japonii.
- 13 listopada:
  - powstała pierwsza strona www.
  - Nowa Zelandia: 13 osób zostało zastrzelonych przez szaleńca w mieście Aramoana.
- 14 listopada:
  - po 70 latach pieśń Pochwalony bądź, niebiański dawco błogosławieństw została ponownie hymnem narodowym Gruzji.
  - premiera filmu Europa, Europa.
- 19 listopada:
  - 22 państwa NATO i Układu Warszawskiego podpisały w Paryżu Układ w sprawie konwencjonalnych sił zbrojnych w Europie.
  - w katastrofie helikoptera Mi-8 pod turkmeńskim Aszchabadem zginęło 15 osób.
  - po ujawnieniu, że jej dwaj wokaliści nie brali udziału w nagraniu płyty, grupie muzycznej Milli Vanilli odebrano nagrodę Grammy.
- 21 listopada – podpisano Paryską Kartę Nowej Europy.
- 22 listopada – Margaret Thatcher podała do wiadomości publicznej informację o rezygnacji ze stanowiska premiera Wielkiej Brytanii.
- 25 listopada – palestyński terrorysta z Islamskiego Dżihadu przekroczył granicę egipsko-izraelską i otworzył ogień w kierunku samochodów wojskowych, zabijając 4 Izraelczyków i raniąc 26, po czym zbiegł do Egiptu.
- 26 listopada – po 41 latach reaktywowano Szanghajską Giełdę Papierów Wartościowych.
- 27 listopada:
  - John Major został wybrany przez Partię Konserwatywną na następcę Margaret Thatcher na stanowisku premiera Wielkiej Brytanii.
  - Appenzell Innerrhoden przyznał, jako ostatni szwajcarski kanton, prawa wyborcze kobietom.
- 28 listopada – Margaret Thatcher oficjalnie złożyła rezygnację ze stanowiska premier Wielkiej Brytanii.
- 29 listopada – Rada Bezpieczeństwa ONZ wydała zgodę na użycie wszelkich środków by wyzwolić Kuwejt.
- 30 listopada:
  - w Japonii zadebiutowała konsola Super Nintendo.
  - została uchwalona konstytucja Mozambiku.

### Grudzień
- 1 grudnia:
  - w czasie prac budowlanych nad tunelem pod kanałem La Manche, brytyjscy i francuscy robotnicy połączyli część tunelu budowanego od strony francuskiej i część tunelu budowanego od strony angielskiej, tworząc tunel pod kanałem La Manche.
  - został obalony prezydent Czadu Hissène Habré.
- 2 grudnia:
  - w Niemczech odbyły się wybory parlamentarne.
  - władzę w Czadzie przejął przywódca rebeliantów Idriss Déby.
- 3 grudnia – Mary Robinson została pierwszą kobietą prezydentem Irlandii.
- 4 grudnia – duński okręt podwodny KDM „Sælen” zatonął podczas holowania z Kopenhagi do Århus.
- 5 grudnia – Salman Rushdie został skazany na karę śmierci.
- 7 grudnia – papież Jan Paweł II wydał encyklikę Redemptoris missio.
- 10 grudnia – Rada Najwyższa Gruzji podjęła decyzję o likwidacji Południowoosetyjskiego Obwodu Autonomicznego.
- 16 grudnia – Jean-Bertrand Aristide wybrany na prezydenta w pierwszych demokratycznych wyborach na Haiti.
- 20 grudnia – Dimityr Popow został premierem Bułgarii.
- 21 grudnia:
  - ukazało się pierwsze wydanie rosyjskiego dziennika Niezawisimaja Gazieta.
  - w Tiranie zburzono pomnik Józefa Stalina.
  - premiera filmu Gliniarz w przedszkolu.
- 22 grudnia – uchwalono Konstytucję Chorwacji.
- 23 grudnia – 88,5% obywateli głosujących w referendum opowiedziało się za niepodległością Słowenii.
- 24 grudnia – w Surinamie pułkownik Dési Bouterse drogą telefoniczną zmusił do ustąpienia prezydenta Ramsewaka Shankara i rozpoczął dyktatorskie rządy w kraju.
- 29 grudnia – Johan Kraag został prezydentem Surinamu.
- 31 grudnia – Garri Kasparow obronił tytuł szachowego mistrza świata zwyciężając Anatolija Karpowa.

## Urodzili się
- 1 stycznia:
  - Natascha Benner, niemiecka lekkoatletka, tyczkarka
  - Julja Gluszko, izraelska tenisistka
  - Marina Zambelli, włoska siatkarka
- 2 stycznia:
  - Jekatierina Lubuszkina, rosyjska siatkarka
  - Jiří Mazoch, czeski skoczek narciarski
- 3 stycznia:
  - Fabian Drzyzga, polski siatkarz
  - Tammi Patterson, australijska tenisistka
  - Maurycy Popiel, polski aktor
  - Fatma Yıldırım, turecka siatkarka
- 4 stycznia:
  - Ioana Baciu, rumuńska siatkarka
  - Peter de Cruz, szwajcarski curler
  - Toni Kroos, niemiecki piłkarz
  - Alberto Paloschi, włoski piłkarz
  - Mariola Ślusarczyk, polska lekkoatletka
- 5 stycznia – Krzysztof Sulima, polski koszykarz
- 6 stycznia:
  - Rusłan Otwerczenko, ukraiński koszykarz
  - Olga Jefimowa, rosyjska siatkarka
  - Lena Möllers, niemiecka siatkarka
  - Zhang Yingning, chińska lekkoatletka, tyczkarka
- 7 stycznia:
  - Liam Aiken, amerykański aktor
  - Gregor Schlierenzauer, austriacki skoczek narciarski
- 8 stycznia:
  - Jamie Hampton, amerykańska tenisistka
  - Kenshirō Itō, japoński skoczek narciarski
- 9 stycznia:
  - Adriana Maldonado López, hiszpańska polityk, eurodeputowana
  - Stefana Veljković, serbska siatkarka
  - Jakub Wojciechowski, polski koszykarz
- 10 stycznia:
  - Mario Innauer, austriacki skoczek narciarski
  - Zuzanna Smykała, polska snowboardzistka
- 11 stycznia:
  - Ariane Beaumont-Courteau, kanadyjska lekkoatletka, tyczkarka
  - Kotoki Zayasu, japońska siatkarka
  - Hicham El Aroui, marokański piłkarz
- 12 stycznia – Nihad Đedović, bosniacki koszykarz, posiadający także niemieckie obywatelstwo
- 13 stycznia – Žiga Mandl, słoweński skoczek narciarski
- 15 stycznia – Kostas Slukas, grecki koszykarz
- 16 stycznia – Mario Delaš, chorwacki koszykarz
- 17 stycznia:
  - Tonje Angelsen, norweska lekkoatletka, skoczkini wzwyż
  - Tom Bosworth, brytyjski lekkoatleta, chodziarz
  - Alexander Mitz, szwedzki skoczek narciarski
- 18 stycznia:
  - Alison Bai, australijska tenisistka
  - Karolina Chrapek, polska narciarka alpejska
  - Gorgui Dieng, senegalski koszykarz
- 19 stycznia:
  - Tatiana Búa, argentyńska tenisistka
  - Jakub Kot, polski skoczek narciarski
  - Piotr Pamuła, polski koszykarz
- 20 stycznia – Abdelhafid Lirki, marokański piłkarz
- 21 stycznia – Jarosław Mokros, polski koszykarz
- 22 stycznia:
  - Alizé Cornet, francuska tenisistka
  - Yuki Kawai, japońska siatkarka
- 23 stycznia – Ayuka Takeda, japońska skoczkini narciarska
- 24 stycznia – Katarzyna Tyszkiewicz, polska brydżystka
- 25 stycznia:
  - Patrick Richard, amerykański koszykarz, posiadający także rumuńskie obywatelstwo
  - Miho Imano, japońska lekkoatletka, tyczkarka
  - Ivna Franco Marra, brazylijska siatkarka
- 26 stycznia:
  - Nawaf Al-Abed, saudyjski piłkarz
  - Marvin Baudry, kongijski piłkarz
  - Steevy Chong Hue, tahitański piłkarz
  - Sergio Pérez, meksykański kierowca wyścigowy
  - Peter Sagan, słowacki kolarz szosowy, górski i przełajowy
  - Dawid Szulczek, polski piłkarz, trener
  - Kawin Thamsatchanan, tajski piłkarz, bramkarz
  - Wang Xuanxuan, chiński bokser
  - Ewa Zarębska, polska lekkoatletka, sprinterka
- 27 stycznia – Patricia Grohmann, niemiecka siatkarka
- 28 stycznia:
  - Laura Abril, kolumbijska kolarka górska
  - Zhang Kailin, chińska tenisistka
- 29 stycznia:
  - Grzegorz Krychowiak, polski piłkarz
  - Samra Omerbašić, bośniacka koszykarka
- 30 stycznia – Jake Thomas, amerykański aktor i piosenkarz
- 31 stycznia – Weseła Bonczewa, bułgarska siatkarka
- 1 lutego:
  - Ksienija Bondar, rosyjska siatkarka
  - Irini Jeorgatu, grecka tenisistka
  - Ksienija Naumowa, rosyjska siatkarka
  - Toby Onwumere, nigeryjsko-amerykański aktor
- 2 lutego:
  - Craig Breen, irlandzki kierowca rajdowy (zm. 2023)
  - Matic Kramaršič, słoweński skoczek narciarski
  - Maria Clara Alonso, argentyńska aktorka
  - Kanani Danielson, amerykańska siatkarka
  - Jekatierina Kosjanienko, rosyjska siatkarka
- 3 lutego:
  - Anna Jegorian, amerykańska wioślarka
  - Ana Tatiszwili, amerykańska tenisistka pochodzenia gruzińskiego
- 4 lutego:
  - Dominika Machnacka, polska piłkarka
  - Katerina Stefanidi, grecka lekkoatletka, tyczkarka
- 5 lutego: 
  - Charlbi Dean, południowoafrykańska aktorka i modelka (zm. 2022)
  - Karolina Naja, polska kajakarka
- 6 lutego – Li Yanmei, chińska lekkoatletka, trójskoczkini
- 7 lutego – Natascha Niemczyk, niemiecka siatkarka
- 8 lutego:
  - Luiza Czakańska, polska judoczka
  - Klay Thompson, amerykański koszykarz
  - Karol Ceremuga, polski motocyklista
- 10 lutego:
  - Freya Aelbrecht, belgijska siatkarka
  - Yuri Berchiche, hiszpański piłkarz
  - Aníbal Godoy, panamski piłkarz
  - Anna Jagaciak-Michalska, polska lekkoatletka, skoczkini w dal
  - Sarah Kent, australijska kolarka szosowa i torowa
  - Sajed Murjan, jordański piłkarz
  - Jan Planinc, słoweński siatkarz
  - Trevante Rhodes, amerykański lekkoatleta, sprinter, aktor
- 11 lutego – Alessandro Pittin, włoski narciarz, specjalista kombinacji norweskiej
- 12 lutego:
  - Michelle Bartsch, amerykańska siatkarka
  - Filip Gurłacz, polski aktor
  - Martina Schultze, niemiecka lekkoatletka, tyczkarka
- 14 lutego:
  - Olga Frąckowiak, polska lekkoatletka, tyczkarka
  - Anna Szyszka, polska lekkoatletka, biegaczka długodystansowa
- 15 lutego:
  - Anja Brandt, niemiecka siatkarka
  - Gieorgij Czerwiakow, rosyjski skoczek narciarski
  - Kotoe Inoue, japońska siatkarka
  - Monika Kapera, polska lekkoatletka, chodziarka
  - Noemi Signorile, włoska siatkarka
  - Stephanie Vogt, liechtensteińska tenisistka
- 16 lutego:
  - Liu Xiaotong, chińska siatkarka
  - Isaac Sosa, portorykański koszykarz
- 17 lutego:
  - Anastasija Czircowa, rosyjska narciarka dowolna
  - Barbara Szabó, węgierska lekkoatletka, skoczkini wzwyż
- 18 lutego:
  - Laura Dijkema, holenderska siatkarka
  - Brett Gallant, kanadyjski curler
- 20 lutego:
  - Amanda Bingson, amerykańska lekkoatletka, młociarka
  - Abdoul Camara, gwinejski piłkarz
  - Ciro Immobile, włoski piłkarz
  - Michalis Manias, grecki piłkarz
  - Andrés Mosquera Guardia, kolumbijski piłkarz
  - Abdelatif Noussir, marokański piłkarz
  - Keigo Sonoda, japoński badmintonista
  - Selim Yaşar, rosyjski i turecki zapaśnik pochodzenia inguskiego
- 21 lutego – Valentina Zago, włoska siatkarka
- 22 lutego:
  - Katarzyna Broniatowska, polska lekkoatletka, biegaczka
  - Adrian Dziółko, polski badmintonista
  - Keisha Hampton, amerykańska koszykarka
  - Jolien Wittock, belgijska siatkarka
- 24 lutego:
  - Makeba Alcide, lekkoatletka z Saint Lucia, wieloboistka
  - Angel Goodrich, amerykańska koszykarka
  - Adela Helić, serbska siatkarka
  - Ana Maria Savu, rumuńska piłkarka ręczna
- 25 lutego:
  - Younès Belhanda, marokański piłkarz
  - Pello Bilbao, hiszpański kolarz szosowy
  - Ehsan Hadżsafi, irański piłkarz
  - Kim Min-woo, południowokoreański piłkarz
  - Mikael Gabriel, fiński raper
  - Sammy N’Djock, kameruński piłkarz, bramkarz
  - Kylie Palmer, australijska pływaczka
  - Zulfija Sulejmienowa, kazachska polityczka
  - Rafael Romo, wenezuelski piłkarz, bramkarz
  - Wang Na, chińska siatkarka
  - Huang Xuechen, chińska pływaczka synchroniczna
  - Mariana Zachariadi, grecka lekkoatletka, tyczkarka (zm. 2013)
- 26 lutego:
  - Kateřina Cachová, czeska lekkoatletka, wieloboistka
  - Aleksandra Pasznik, polska siatkarka
- 28 lutego:
  - Naomi Broady, brytyjska tenisistka
  - Anna Muzyczuk, ukraińska szachistka
- 1 marca – Júlia Milovits, węgierska siatkarka
- 2 marca:
  - Mot, rosyjski raper i piosenkarz
  - Soufian Benyamina, niemiecki piłkarz
  - Amanda Pilke, fińska aktorka
- 3 marca – Aleksander Czyż, polski koszykarz
- 4 marca:
  - Draymond Green, amerykański koszykarz
  - Cristina Sandu, rumuńska lekkoatletka, skoczkini w dal i trójskoczkini
- 5 marca:
  - Quirine Oosterveld, holenderska siatkarka
  - Mason Plumlee, amerykański koszykarz
  - Vanessa Spínola, brazylijska lekkoatletka, wieloboistka
- 7 marca – Jeff Withey, amerykański koszykarz
- 8 marca:
  - Petra Kvitová, czeska tenisistka
  - Yvonne Anderson, amerykańska koszykarka, posiadająca także serbskie obywatelstwo
- 10 marca:
  - Tina Trebec, słoweńska koszykarka
  - Annika Roloff, niemiecka lekkoatletka, tyczkarka
  - Claudia Steger, niemiecka siatkarka
  - Stefanie Vögele, szwajcarska tenisistka
- 11 marca:
  - Alexandra Jupiter, francuska siatkarka
  - Marlena Maj, polska lekkoatletka, wieloboistka
  - Ayumi Morita, japońska tenisistka
- 12 marca:
  - Dawid Kubacki, polski skoczek narciarski
  - Kim Mestdagh, belgijska koszykarka
- 13 marca:
  - Joanna Mazur, polska lekkoatletka, biegaczka
  - Jovana Popović, serbska koszykarka
- 14 marca:
  - Magdalena Kowalczyk, polska siatkarka
  - Oksana Okuniewa, ukraińska lekkoatletka, skoczkini wzwyż
  - Katarzyna Wawrzyniak, polska siatkarka
- 15 marca – Lauren Barfield, amerykańska siatkarka
- 16 marca:
  - Katarzyna Hyjek, polska lekkoatletka, płotkarka
  - Carlo Pinsoglio, włoski piłkarz
- 18 marca:
  - Mədinə Əliyeva, azerska siatkarka
  - Donald Djoussé, kameruński piłkarz
  - Melinda Hanaoui, algierska siatkarka
  - Artak Jedigarian, ormiański piłkarz
  - Mihai Răduț, rumuński piłkarz
- 19 marca – Agata Perenc, polska judoczka
- 20 marca:
  - Cédric Amissi, burundyjski piłkarz
  - Tamara Gałucha, polska siatkarka
  - Witalij Mielnikow, rosyjski pływak
  - Nektaria Panaji, cypryjska lekkoatletka, skoczkini w dal
  - Iwan Popow, rosyjski szachista
  - Marcos Rojo, argentyński piłkarz
  - Daniel Royer, austriacki piłkarz
  - Switłana Szmidt, ukraińska lekkoatletka, biegaczka długodystansowa
- 21 marca:
  - Andrew Albicy, francuski koszykarz
  - Alyssa Campanella, amerykańska modelka pochodzenia włosko-duńskiego
  - Mandy Capristo, niemiecka piosenkarka pochodzenia włoskiego
  - Emily Infeld, amerykańska lekkoatletka, biegaczka średnio- i długodystansowa
  - Darius Miller, amerykański koszykarz
  - Homayoon Toufighi, irański szachista
  - Nicolás Uriarte, argentyński siatkarz
  - Irena Vrančić, bośniacka koszykarka
- 22 marca:
  - Leticia Costas, hiszpańska tenisistka
  - Esther Wangeshi, kenijska siatkarka
- 23 marca:
  - Jaime Alguersuari, hiszpański kierowca wyścigowy
  - Risa Ashino, japońska siatkarka
  - Josh Bryceland, brytyjski kolarz górski
  - Eugenia z Yorku, brytyjska księżniczka
  - Gordon Hayward, amerykański koszykarz
  - Robert Johansson, norweski skoczek narciarski
  - Leonardo Leyva Martinez, kubański siatkarz
  - Emilia Romanowicz, polska biegaczka narciarska
  - Adnan Zahirović, bośniacki piłkarz
- 24 marca:
  - Keisha Castle-Hughes, nowozelandzka aktorka
  - Starlin Castro, dominikański baseballista
  - Benedikt Doll, niemiecki biathlonista
  - Fathullo Fathullojew, tadżycki piłkarz
  - Lewan Mczedlidze, gruziński piłkarz
  - Andreea Ogrăzeanu, rumuńska lekkoatletka, sprinterka
  - Yūki Ōtsu, japoński piłkarz
- 25 marca – Anna Svendsen, norweska biegaczka narciarska
- 26 marca:
  - Cadet, brytyjski raper (zm. 2019)
  - Annamari Dancza, ukraińska snowboardzistka
  - Patrick Ekeng, kameruński piłkarz (zm. 2016)
  - Sarah Menezes, brazylijska judoczka
  - Azamat Nurikow, rosyjsko-białoruski zapaśnik
  - Kyle O’Quinn, amerykański koszykarz
  - Romain Saïss, marokański piłkarz
- 27 marca:
  - Amir Abrashi, albański piłkarz
  - Kimbra, nowozelandzka piosenkarka
  - Bartłomiej Misiewicz, polski polityk, rzecznik prasowy MON
  - Nicolas N’Koulou, kameruński piłkarz
  - Natalia Sánchez, hiszpańska aktorka, piosenkarka, modelka
  - Giovanbattista Venditti, włoski rugbysta
  - Marzena Zięba, polska sztangistka
- 29 marca:
  - Travis Leslie, amerykański koszykarz
  - Darja Stolarowa, rosyjska siatkarka
- 30 marca:
  - Merveille Lukeba, brytyjski aktor pochodzenia kongijskiego
  - Cassie Scerbo, amerykańska piosenkarka, aktorka, tancerka
  - Rodney Strasser, sierraleoński piłkarz
- 31 marca:
  - Anna Bańkowska, polska lekkoatletka, biegaczka długodystansowa
  - Jemma Lowe, brytyjska pływaczka
  - Sandra Roma, szwedzka tenisistka
  - Tommy Smith, nowozelandzki piłkarz pochodzenia angielskiego
  - Monika Šmitalová, słowacka siatkarka
  - Mateusz Wilusz, polski hokeista
- 2 kwietnia:
  - Ivanie Blondin, kanadyjska łyżwiarka szybka
  - Jewgienija Kanajewa, rosyjska gimnastyczka artystyczna
- 3 kwietnia:
  - Madison Brengle, amerykańska tenisistka
  - Sotiris Ninis, grecki piłkarz
  - Kateryna Rymarenko, ukraińska koszykarka
  - Dorothea Wierer, włoska biathlonistka
- 4 kwietnia – Lynetta Kizer, amerykańska koszykarka
- 5 kwietnia:
  - Zohra Bensalem, algierska siatkarka
  - Chen Huijia, chińska pływaczka
  - Ricarda Multerer, niemiecka szpadzistka
  - Laura Sirucek, szwajcarska siatkarka
- 6 kwietnia:
  - Aleksandra Kuleszowa, rosyjska pięściarka
  - Klaudia Sosnowska, polska koszykarka
- 7 kwietnia:
  - Sorana Cîrstea, rumuńska tenisistka
  - Mariángeles Cossar, argentyńska siatkarka
  - Joanna Wołosz, polska siatkarka
- 8 kwietnia - Weronika Smarduch, polska ekonomistka, posłanka na Sejm RP
- 9 kwietnia:
  - Ruth Jepngetich, kenijska siatkarka
  - Nelly Moenne-Loccoz, francuska snowboardzistka
  - Kristen Stewart, amerykańska modelka, aktorka
  - Maryna Szkiermankowa, białoruska sztangistka
- 10 kwietnia:
  - Elica Kostowa, bułgarska tenisistka
  - Irina Smirnowa, rosyjska siatkarka
- 11 kwietnia:
  - Ville Larinto, fiński skoczek narciarski
  - Aleksandra Radwan, polska aktorka
- 12 kwietnia – Karolina Jaroszek, polska lekkoatletka, płotkarka
- 13 kwietnia:
  - Lodovica Comello, włoska aktorka i piosenkarka
  - Justyna Mordarska, polska biegaczka narciarska
  - Anastasija Sevastova, łotewska tenisistka
- 14 kwietnia:
  - Adrian Barath, trynidadzki krykiecista
  - Jessy Rompies, indonezyjska tenisistka
  - Shōko Tamura, japońska siatkarka
- 15 kwietnia:
  - Fouad Bachirou, komoryjski piłkarz
  - Kasper Bryniczka, polski hokeista
  - Aimi Kawashima, japońska siatkarka
  - Julien Lyneel, francuski siatkarz
  - Emma Watson, brytyjska aktorka
- 16 kwietnia:
  - Wangelis Mandzaris, grecki koszykarz
  - Anna Małowa, rosyjska siatkarka
  - Reggie Jackson, amerykański koszykarz
- 17 kwietnia – Rebecca Pavan, kanadyjska siatkarka
- 18 kwietnia:
  - Jenny Elbe, niemiecka lekkoatletka, trójskoczkini
  - Wojciech Szczęsny, polski piłkarz
  - Anna van der Breggen, holenderska kolarka
- 19 kwietnia:
  - Jennifer O’Neill, portorykańska koszykarka, posiadająca także amerykańskie obywatelstwo
  - Carla Rueda, peruwiańska siatkarka
- 20 kwietnia:
  - Ayşe Melis Gürkaynak, turecka siatkarka
  - Hanna Łyczbińska, polska florecistka
  - Marta Łyczbińska, polska florecistka
  - Shō Suzuki, japoński skoczek narciarski
- 21 kwietnia:
  - Natalia Labudda, polska lekkoatletka, sprinterka i płotkarka
  - Tomasz Nowakowski, polski koszykarz
- 22 kwietnia:
  - Agnieszka Białek, polska piłkarka ręczna
  - Eve Muirhead, szkocka curlerka
  - Shelvin Mack, amerykański koszykarz
- 24 kwietnia – Jan Veselý, czeski koszykarz
- 25 kwietnia – Milena Szymczyk, polska łyżwiarka figurowa
- 26 kwietnia – Kiesha Leggs, amerykańska siatkarka
- 27 kwietnia:
  - Pawieł Karielin, rosyjski skoczek narciarski (zm. 2011)
  - Robin Bengtsson, szwedzki piosenkarz
  - Martin Kelly, angielski piłkarz
- 28 kwietnia:
  - Nadija al-Alami, marokańska tenisistka
  - Roberta Ratzke, brazylijska siatkarka
- 29 kwietnia – Nadine Broersen, holenderska lekkoatletka, wieloboistka
- 30 kwietnia:
  - Katarzyna Bryda, polska siatkarka
  - Michael Schulte, niemiecki piosenkarz
  - Sennek, belgijska piosenkarka i autorka tekstów
- 2 maja:
  - Jade Curtis, brytyjska tenisistka
  - Birgül Güler, turecka siatkarka
  - Joanna Linkiewicz, polska lekkoatletka, sprinterka i płotkarka
  - Josleidy Ribalta, kubańska lekkoatletka, trójskoczkini
  - Paul George, amerykański koszykarz
- 3 maja:
  - Alexandra Cadanțu, rumuńska tenisistka
  - Maddy O’Reilly, amerykańska aktorka pornograficzna
  - Burcu Yüksel, turecka lekkoatletka, skoczkini wzwyż
- 4 maja – Irina Falconi, amerykańska tenisistka
- 5 maja – Ana Šimić, chorwacka lekkoatletka, skoczkini wzwyż
- 8 maja:
  - Dimitry Caloin, madagaskarski piłkarz pochodzenia francuskiego
  - Luke Davison, australijski kolarz torowy i szosowy
  - Anastasija Fiesikowa, rosyjska pływaczka
  - Sean Gilmartin, amerykański baseballista
  - Lane Johnson, amerykański futbolista
  - Kemba Walker, amerykański koszykarz
  - Dirk Uittenbogaard, holenderski wioślarz
  - Bauyrżan Żołszijew, kazachski piłkarz
- 10 maja:
  - Espen Enger Halvorsen, norweski skoczek narciarski
  - Ivana Španović, serbska lekkoatletka, skoczkini w dal
- 11 maja – Matylda Ostojska, polska szablistka
- 12 maja – Tobias Strobl, niemiecki piłkarz
- 13 maja:
  - Esthera Petre, rumuńska lekkoatletka, skoczkini wzwyż
  - Elica Wasilewa, bułgarska siatkarka
- 14 maja – Monika Ptak, polska siatkarka
- 15 maja – Sophie Cookson, brytyjska aktorka
- 16 maja – Federica Di Sarra, włoska tenisistka
- 19 maja – Rika Hattori, japońska siatkarka
- 20 maja – Pius Paschke, niemiecki skoczek narciarski
- 21 maja – Tiril Eckhoff, norweska biathlonistka
- 22 maja:
  - Odina Bayramova, azerska siatkarka
  - Simon Denissel, francuski lekkoatleta, średnio- i długodystansowiec
  - Alexandra Dowling, amerykańska aktorka
  - Carlos Francisco, kubański piłkarz
  - Ewelina Gala, polska koszykarka
  - Melanie Klaffner, austriacka tenisistka
  - Malcolm Lee, amerykański koszykarz
  - Victor Öhling Norberg, szwedzki narciarz dowolny
  - Richard Ortiz, paragwajski piłkarz
  - Mikk Reintam, estoński piłkarz
  - Anna Szczerbata, polska lekkoatletka, skoczkini w dal
- 23 maja:
  - Judith Blansjaar, holenderska siatkarka
  - Kristína Kučová, słowacka tenisistka
- 24 maja – Yūya Matsushita, japoński piosenkarz R&B.
- 26 maja – Denise Groot, holenderska lekkoatletka, tyczkarka
- 28 maja:
  - Tobias Bogner, niemiecki skoczek narciarski
  - Shanice Marcelle, kanadyjska siatkarka
- 30 maja:
  - Alona Tamkowa, rosyjska lekkoatletka, sprinterka
  - Han Xinyun, chińska tenisistka
- 31 maja:
  - Giuliano, brazylijski piłkarz
  - Marissa Kastanek, amerykański koszykarka, posiadająca także polskie obywatelstwo
  - Zoila La Rosa, peruwiańska siatkarka
- 1 czerwca:
  - Megan Cyr, kanadyjska siatkarka
  - Inés Ferrer Suárez, hiszpańska tenisistka
- 2 czerwca:
  - Joana Diela, grecka koszykarka
  - Hwang Min-kyoung, południowokoreańska siatkarka
  - Kinga Kołosińska, polska siatkarka plażowa
- 3 czerwca:
  - Rachael Adams, amerykańska siatkarka
  - Jewgienija Kożuchowa, rosyjska siatkarka
- 4 czerwca – Othmane Bennay, marokański piłkarz
- 5 czerwca:
  - Alexandre Beccuau, francusko-polski rugbysta
  - Ona Carbonell, hiszpańska pływaczka synchroniczna
  - DJ Mustard, amerykański didżej, producent muzyczny
  - Radko Gudas, czeski hokeista
  - Siergiej Mały, kazachski piłkarz pochodzenia ukraińskiego
  - Martin Nešpor, czeski piłkarz
  - Sekou Oliseh, liberyjski piłkarz
  - Polina Rəhimova, azerska siatkarka
- 6 czerwca – Agnieszka Miela, polska pisarka
- 7 czerwca:
  - Iggy Azalea, australijska raperka
  - Allison Schmitt, amerykańska pływaczka
  - Sofie Skoog, szwedzka lekkoatletka, skoczkini wzwyż
- 8 czerwca:
  - Anders Christiansen, duński piłkarz
  - Scott Machado, amerykański koszykarz, posiadający także brazylijskie obywatelstwo
  - Šárka Melichárková, czeska siatkarka
  - Hugo Rodríguez, meksykański piłkarz
- 9 czerwca – Darja Czikrizowa, rosyjska siatkarka
- 11 czerwca:
  - Tara Basro, indonezyjska aktorka i modelka
  - Krystopher Faber, amerykański koszykarz
- 12 czerwca:
  - Katharina Bauer, niemiecka lekkoatletka, tyczkarka
  - Carlitos, hiszpański piłkarz
  - Miha Mevlja, słoweński piłkarz
  - Katarzyna Tyszkiewicz, polska brydżystka
- 13 czerwca:
  - André Calisir, ormiański piłkarz pochodzenia szwedzkiego
  - Nadine Jenny, szwajcarska siatkarka
- 14 czerwca:
  - Irina Filisztinska, rosyjska siatkarka
  - Bian Yuqian, chińska siatkarka
- 15 czerwca:
  - Aleksandra Adamska, polska aktorka, tancerka
  - Roberto Dellasega, włoski skoczek narciarski
  - Natalia Janoszek, polska aktorka niezawodowa i celebrytka
- 16 czerwca:
  - John Newman, brytyjski piosenkarz
  - Anastasija Piwowarowa, rosyjska tenisistka
- 17 czerwca – Katarzyna Furmanek, polska judoczka
- 18 czerwca:
  - Jacob Anderson, brytyjski aktor, muzyk
  - Ferhan Hasani, macedoński piłkarz pochodzenia albańskiego
  - Jeremy Irvine, brytyjski aktor
  - Sandra Izbașa, rumuńska gimnastyczka
  - Rafał Pacześ, polski komik, stand-uper
  - Amahl Pellegrino, norweski piłkarz
  - Rúnar Már Sigurjónsson, islandzki piłkarz
  - Derek Stepan, amerykański hokeista
  - Christian Taylor, amerykański lekkoatleta, trójskoczek i skoczek w dal
- 19 czerwca – Ksienija Łykina, rosyjska tenisistka
- 20 czerwca:
  - Fab Melo, brazylijski koszykarz
  - Paweł Kasperski znany jako P.A.F.F., polski producent muzyki elektronicznej
  - Iselin Solheim, norweska piosenkarka
- 21 czerwca:
  - Miriam Neureuther, niemiecka biathlonistka
  - Krzysztof Szymański, polski polityk, poseł na Sejm RP
  - Paweł Zatorski, polski siatkarz
  - Sandra Perković, chorwacka lekkoatletka, dyskobolka
- 22 czerwca – Mia Todorović, chorwacka siatkarka
- 24 czerwca:
  - Erica Alexander, amerykańska lekkoatletka, sprinterka
  - Jaroslava Pencová, słowacka siatkarka
- 26 czerwca:
  - Yahya Al-Shehri, saudyjski piłkarz
  - Moisés Xavier García, salwadorski piłkarz
  - Jake Gleeson, nowozelandzki piłkarz
  - Lamont Jones, amerykański koszykarz
  - Anna Kiełbasińska, polska lekkoatletka, sprinterka
  - Mārtiņš Laksa, łotewski koszykarz
  - Liu Dianzuo, chiński piłkarz
  - Marta Mazurek, polska aktorka
  - Filip Novák, czeski piłkarz
  - Melissa Seidemann, amerykańska piłkarka wodna
  - Iman Shumpert, amerykański koszykarz
- 27 czerwca – Mourad Batna, marokański piłkarz
- 28 czerwca – Kateryna Dorohobuzowa, ukraińska koszykarka
- 30 czerwca – Adam Andruszkiewicz, polski polityk, poseł na Sejm RP
- 1 lipca:
  - Lidia Fidura, polska bokserka
  - Margot Robbie, australijska aktorka
  - Jamal Ait Lmaalem, marokański piłkarz
- 2 lipca:
  - Alyssia Brewer, amerykańska koszykarka
  - Luise Mauersberger, niemiecka siatkarka
  - Nneka Ogwumike, amerykańska koszykarka
- 3 lipca:
  - Nana Iwasaka, japońska siatkarka
  - Anne-Marie Kot, polska tancerka, choreograf
  - Alison Riske, amerykańska aktorka
  - Kento Sakuyama, japoński skoczek narciarski
- 4 lipca – Youssef Anouar, marokański piłkarz
- 5 lipca:
  - Abeba Aregawi, etiopska lekkoatletka, biegaczka średniodystansowa
  - Marek Molak, polski aktor i piosenkarz
- 6 lipca:
  - Felix Schoft, niemiecki skoczek narciarski
  - Jae Crowder, amerykański koszykarz
  - Daiana Mureșan, rumuńska siatkarka
  - Jurijus Veklenko, litewski piosenkarz
- 8 lipca:
  - Berit Kauffeldt, niemiecka siatkarka
  - Karolina Kędzia, polska lekkoatletka, wieloboistka
- 9 lipca:
  - Fábio da Silva, brazylijski piłkarz
  - Rafael da Silva, brazylijski piłkarz
  - Paulette García, portorykańska siatkarka
  - Greg Monroe, amerykański koszykarz
- 11 lipca:
  - Mona Barthel, niemiecka tenisistka
  - Risa Shinnabe, japońska siatkarka
  - Karolina Woźniacka, duńska tenisistka polskiego pochodzenia
- 12 lipca:
  - Mirjana Gagić, chorwacka lekkoatletka, skoczkini w dal i trójskoczkini
  - Anastasia Grymalska, włoska tenisistka
  - Maciej Kopiec, polski przedsiębiorca, polityk, poseł na Sejm RP
- 13 lipca – Alizé Lim, francuska tenisistka
- 14 lipca – Mélanie Blouin, kanadyjska lekkoatletka, tyczkarka
- 15 lipca:
  - Anastasia Anastasio, włoska łuczniczka
  - Anna Dowgiert, polska pływaczka
  - Anna Karzyńska, polska wioślarka
  - Damian Lillard, amerykański koszykarz
  - Hiroko Matsuura, japońska siatkarka
- 16 lipca:
  - Asuman Karakoyun, turecka siatkarka
  - Büşra Kılıçlı, turecka siatkarka
  - James Maslow, amerykański aktor, tancerz, autor tekstów i piosenkarz, wokalista zespołu Big Time Rush
  - Justyna Ostrowska, polska lekkoatletka
- 18 lipca – Alina Łohwynenko, ukraińska lekkoatletka, sprinterka
- 19 lipca:
  - Abdulla al-Haza’a, bahrajński piłkarz
  - Caroline Bonde Holm, duńska lekkoatletka, tyczkarka
  - Youssef Bouchtta, marokański piłkarz
  - Magdalena Lobnig, austriacka wioślarka
- 20 lipca – Daria Pogorzelec, polska judoczka
- 21 lipca – Karina Szczurewska, polska koszykarka
- 22 lipca:
  - Nikolina Baradić, chorwacka polityczka
  - Milica Deura, bośniacka koszykarka
  - Kinga Gajewska, polska politolog, prawnik, działaczka samorządowa, polityk, poseł na Sejm RP
  - Kim Gwan-uk, południowokoreański zapaśnik
  - Jewgienija Kołodko, rosyjska lekkoatletka, kulomiotka
  - Ieva Krastiņa, łotewska koszykarka
  - Charles Nwaogu, nigeryjski piłkarz
- 24 lipca – Alena Łaziuk, białoruska siatkarka
- 25 lipca – Krzysztof Truskolaski, polski polityk, poseł na Sejm RP
- 26 lipca:
  - Adina Popescu, rumuńska zapaśniczka
  - Jean Salumu, belgijski koszykarz
- 27 lipca:
  - David Storl, niemiecki lekkoatleta, kulomiot
  - Glory Johnson, amerykańska koszykarka, posiadająca także czarnogórskie obywatelstwo
  - Tatiana Jusino, portorykańska siatkarka
- 29 lipca – Taco Hemingway, polski raper
- 30 lipca:
  - Aneta Nogaj, polska motorowodniaczka
  - Jana Pietrienko, kazachska siatkarka
  - Shekinna Stricklen, amerykańska koszykarka
- 31 lipca – Sarah Petrausch, niemiecka siatkarka
- 1 sierpnia – Liu Chang, chińska tenisistka
- 2 sierpnia:
  - Alice Connor, brytyjska aktorka
  - Anastasija Daszkiewicz, białoruska działaczka młodzieżowa
  - Skylar Diggins, amerykańska koszykarka
  - Witalija Djaczenko, rosyjska tenisistka
  - Dejan Judež, słoweński skoczek narciarski
- 3 sierpnia – Sara Pereira, brazylijska lekkoatletka, tyczkarka
- 4 sierpnia – Anita Bekus, polska zawodniczka sztuk walki
- 6 sierpnia – Daniel Orton, amerykański koszykarz
- 7 sierpnia:
  - Maja Dziarnowska, polska windsurferka
  - Julian Savea, nowozelandzki rugbysta
  - Victoria Macaulay, amerykańsko-nigeryjska koszykarka
- 8 sierpnia – Aleksandra Szwed, polska aktorka filmowa
- 9 sierpnia:
  - Adelaide Kane, australijska aktorka
  - Ksienija Mileuska, białoruska tenisistka
- 10 sierpnia – Angelica Aquino, peruwiańska siatkarka
- 11 sierpnia – Lenka Juríková, słowacka tenisistka
- 12 sierpnia – Mario Balotelli, włoski piłkarz
- 13 sierpnia:
  - DeMarcus Cousins, amerykański koszykarz
  - Maiken Caspersen Falla, norweska biegaczka narciarska
  - Jenia Grebennikov, francuski siatkarz
- 14 sierpnia:
  - Naz Aydemir Akyol, turecka siatkarka
  - Maria Gościniak, polska szachistka
- 15 sierpnia:
  - Jennifer Lawrence, amerykańska aktorka
  - Niusza, rosyjska piosenkarka
  - Laura Pihlajamäki, fińska siatkarka
- 16 sierpnia:
  - Melissa Bulanhagui, amerykańska aktorka pornograficzna
  - Marta Menegatti, włoska siatkarka
  - Jessica Moore, australijska tenisistka
- 18 sierpnia:
  - Patryk Jaskulski, polski polityk i samorządowiec, poseł na Sejm RP
  - Nikola Ogrodníková, czeska lekkoatletka, wieloboistka
  - Aishah Sutherland, amerykańska koszykarka
- 20 sierpnia – Kristin Gierisch, niemiecka lekkoatletka, trójskoczkini
- 21 sierpnia:
  - Ewa Maksymiuk, polska brydżystka
  - Luis Ismael Díaz, dominikański piłkarz
- 22 sierpnia – Zofia Blicharska, polska lekkoatletka, wieloboistka
- 23 sierpnia:
  - Ali Pakdaman, irański szermierz
  - Seth Curry, amerykański koszykarz
- 25 sierpnia – Everlyne Makuto, kenijska siatkarka
- 26 sierpnia:
  - Irina-Camelia Begu, rumuńska tenisistka
  - Lorenzo Brown, amerykański koszykarz
- 27 sierpnia:
  - Tori Bowie, amerykańska lekkoatletka, sprinterka i skoczkini w dal (zm. 2023)
  - Polen Ünver, turecka siatkarka
- 28 sierpnia:
  - Ałła Bojko, ukraińska kolarka górska
  - Daria Grzegorzewska, polska lekkoatletka, płotkarka
  - Bojan Krkić, hiszpański piłkarz
  - Agnieszka Kobus-Zawojska, polska wioślarka
- 29 sierpnia:
  - Chelsey Gullickson, amerykańska tenisistka
  - Kristaps Dārgais, łotewski koszykarz
  - Faimie Rose Kingsley, amerykańska siatkarka
  - Ayumi Nakamura, japońska siatkarka
  - Marifranchi Rodríguez, dominikańska siatkarka
- 30 sierpnia – Magdalena Cisek, polska lekkoatletka, sprinterka i płotkarka
- 31 sierpnia:
  - Paulina Górska, polska wioślarka
  - Tadeja Majerič, słoweńska tenisistka
  - Aneta Nogaj, polska motorowodniaczka
- 1 września – Elisabeth Pavel, rumuńska koszykarka
- 4 września:
  - Chrystyna Antonijczuk, ukraińska tenisistka
  - Paula Bzura, polska łyżwiarka szybka
  - Aimi Haraguni, japońska wokalistka, gitarzystka, autorka tekstów, członkini zespołu Stereopony
  - Jekatierina Kolesowa, rosyjska lekkoatletka, tyczkarka
  - Izabela Mikołajczyk, polska lekkoatletka, wieloboistka
- 5 września:
  - Oksana Kalasznikowa, gruzińska teninistka
  - Francesca Segarelli, dominikańska tenisistka
  - Lance Stephenson, amerykański koszykarz
  - Franco Zuculini, argentyński piłkarz
- 6 września:
  - Yana de Leeuw, belgijska siatkarka
  - Nikki Greene, amerykańska koszykarka
  - Aleksandra Jarmolińska, polska strzelczyni sportowa
  - Katarzyna Krawczyk, polska zapaśniczka
  - Finn Hågen Krogh, norweski biegacz narciarski
  - Xu Jing, chińska łuczniczka
  - John Wall, amerykański koszykarz
- 8 września – Tokelo Rantie, południowoafrykański piłkarz
- 9 września:
  - Letícia Hage, brazylijska siatkarka
  - Ivan Ramljak, chorwacki koszykarz, posiadający także bośniackie obywatelstwo
- 11 września – Cursty Jackson, amerykańska siatkarka
- 12 września:
  - Dairiylys Cruz Pèrez, kubańska siatkarka
  - Natalia Piotrowska, polska aktorka musicalowa i dubbingowa
- 13 września:
  - Jamie Anderson, amerykańska snowboardzistka
  - Alex Della Valle, sanmaryński piłkarz
  - Klaudia Halejcio, polska aktorka
  - Kamil Kwasowski, polski siatkarz
  - Miloš Lopičić, czarnogórski koszykarz
  - Luciano Narsingh, holenderski piłkarz pochodzenia surinamskiego
  - Aleksandra Skoczilenko, rosyjska artystka i aktywistka polityczna
  - Maja Staśko, polska dziennikarka, scenarzystka, aktywistka, feministka
  - Joanna Zając, polska snowboardzistka
  - Adam Žampa, słowacki narciarz alpejski
- 14 września:
  - Luiza Hryniewicz, polska pływaczka
  - Sylwia Kusiak, polska pięściarka
  - Anna Weinzieher, polska żeglarka sportowa
- 15 września – Yūmu Harada, japoński skoczek narciarski
- 16 września – Laura Nezha, albańska piosenkarka
- 18 września – Cristina Ouviña, hiszpańska koszykarka
- 19 września – Tyra Calderwood, australijska tenisistka
- 20 września:
  - Alina Gajdamakina, rosyjska wspinaczka sportowa
  - Magdalena Szewa, polska lekkoatletka, młociarka
- 21 września:
  - Allison Scagliotti, amerykańska aktorka
  - Al-Farouq Aminu, nigeryjski koszykarz, posiadający także amerykańskie obywatelstwo
- 23 września – Bartosz Staszewski, polski reżyser, działacz społeczny, aktywista LGBT
- 24 września:
  - Kristina Baltić, serbska koszykarka
  - Jasmien Biebauw, belgijska siatkarka
  - Danielle Lappage, kanadyjska zapaśniczka
  - Akari Ogata, japońska judoczka
- 25 września – Mao Asada, japońska łyżwiarka figurowa
- 27 września:
  - Lola Kirke, amerykańska aktorka
  - Julie Mollinger, francuska siatkarka
- 29 września – Doug Brochu, amerykański aktor
- 30 września – Gracie Glam, amerykańska aktorka pornograficzna
- 2 października:
  - Petra Olsen, szwedzka lekkoatletka, tyczkarka
  - Natalie Willer, amerykańska lekkoatletka, tyczkarka
- 3 października – Michele Morrone, włoski aktor, piosenkarz, model i projektant mody
- 5 października:
  - Blaž Rola, słoweński tenisista
  - Lais Ribeiro, brazylijska modelka
- 6 października:
  - Aki Maruyama, japońska siatkarka
  - Nicolas Mayer, francuski skoczek narciarski
  - Jynx Maze, amerykańska aktorka pornograficzna
  - Yoana Palacios, kubańska siatkarka
  - Quincy Acy, amerykański koszykarz
- 7 października – Marie-Laurence Jungfleisch, niemiecka lekkoatletka, skoczni wzwyż
- 10 października - Anca Luchian, rumuńska wioślarka
- 17 października – Wieronika Mosina, rosyjska lekkoatletka, skoczkini w dal i trójskoczkini
- 18 października:
  - Anna Huhta, szwedzka curlerka
  - Agnieszka Modelska, polska koszykarka
  - Alma Valencia, meksykańska zapaśniczka
- 19 października – Niverka Marte, dominikańska siatkarka
- 20 października – Ewa Ścieszko, polska pływaczka
- 23 października:
  - Katarzyna Kędziora, polska szablistka
  - Barbara Sobaszkiewicz, polska tenisistka
- 24 października – Vicky Parnov, australijska lekkoatletka, tyczkarka
- 25 października:
  - Asha Philip, brytyjska lekkoatletka, sprinterka
  - Rolland Torok, rumuński koszykarz, posiadający także węgierskie obywaletstwo
- 26 października:
  - Laura Frigo, włoska siatkarka
  - Ilka Štuhec, słoweńska narciarka alpejska
- 27 października – Alex Bentley, amerykańska koszykarka, posiadająca także białoruskie obywatelstwo
- 28 października:
  - Lisa Backwell, brytyjska aktorka
  - Tamara Sušić, chorwacka siatkarka
- 29 października:
  - Vanessa Crone, kanadyjska łyżwiarka figurowa
  - Junior Hoilett, kanadyjski piłkarz
  - Eric Saade, szwedzki piosenkarz
- 30 października – Chen Fei, chińska judoczka
- 31 października:
  - Tojohanitra Andriamanjatoarimanana, madagaskarska pływaczka
  - Mai Okumura, japońska siatkarka
- 1 listopada:
  - Sébastien Corchia, francuski piłkarz pochodzenia włoskiego
  - Valérie Courtois, belgijska siatkarka
  - Tim Frazier, amerykański koszykarz
  - John Mwangangi, kenijski lekkoatleta, długodystansowiec
  - Šárka Pančochová, czeska snowboardzistka
- 2 listopada:
  - Daniela Druncea, rumuńska wioślarka (sterniczka)
  - Miki Motomiya, japońska lekkoatletka, tyczkarka
  - Heloiza Pereira, brazylijska siatkarka
- 4 listopada:
  - Jean-Luc Bilodeau, kanadyjski aktor
  - Rachele Bruni, włoska pływaczka długodystansowa
  - Carolina Castillo, kolumbijska zapaśniczka
  - Jura Levy, jamajska lekkoatletka, sprinterka
  - Lixy Rodríguez, kostarykańska piłkarka
- 5 listopada:
  - Stefania Corna, włoska siatkarka
  - Paula Gorycka, polska kolarka górska i szosowa
- 7 listopada:
  - Agata Bykowska, polska aktorka
  - Symela Ciesielska, polska piłkarka
  - Rašid Mahalbašić, słoweński koszykarz
- 8 listopada:
  - Hanna Fogelström, szwedzka piłkarka ręczna
  - Eliot Halverson, amerykański łyżwiarz figurowy
  - Sacha Jones, nowozelandzka tenisistka pochodzenia australijskiego
  - Marta Różańska, polska pisarka, poetka
- 9 listopada – Ingvild Flugstad Østberg, norweska biegaczka narciarska
- 10 listopada:
  - Tuğçe Canıtez, turecka koszykarka
  - Mireia Belmonte, hiszpańska pływaczka
  - Zach Ertz, amerykański futbolista
  - Vanessa Ferrari, włoska gimnastyczka
  - Radosław Galant, polski hokeista
  - Aron Jóhannsson, amerykański piłkarz pochodzenia islandzkiego
  - Robert Primus, trynidadzki piłkarz
  - Kristina Vogel, niemiecka kolarka torowa
- 11 listopada:
  - Habib Al-Fardan, emiracki piłkarz
  - Tom Dumoulin, holenderski kolarz szosowy
  - Qieyang Shenjie, chińska lekkoatletka, chodziarka pochodzenia tybetańskiego
  - Georginio Wijnaldum, holenderski piłkarz
- 12 listopada:
  - Michael Calfan, francuski DJ i producent muzyczny
  - Małgorzata Kołdej, polska lekkoatletka, sprinterka
  - Jakub Kulesza, polski informatyk, polityk, poseł na Sejm RP
- 13 listopada – Jibbs, amerykański raper
- 14 listopada:
  - Mathis Bolly, iworyjski piłkarz
  - Roman Bürki, szwajcarski piłkarz, bramkarz
  - David Howell, brytyjski szachista
  - Jessica Jacobs, australijska aktorka, piosenkarka (zm. 2008)
  - Djiman Koukou, beniński piłkarz
  - Tereza Mrdeža, chorwacka tenisistka
  - Lucia Peretti, włoska łyżwiarka szybka, specjalistka short tracku
- 15 listopada:
  - Martyna Bielawska, polska lekkoatletka, trójskoczkini
  - Kanata Hongō, japoński aktor, model
  - Mariah King, amerykańska koszykarka
  - Lukáš Krpálek, czeski judoka
  - Atusaye Nyondo, malawijski piłkarz
  - Lonneke Slöetjes, holenderska siatkarka
- 16 listopada:
  - Adrian Cieślewicz, polski piłkarz
  - Dénes Dibusz, węgierski piłkarz, bramkarz
  - Brittney Lee Harvey, amerykańska aktorka
  - Emma Ishta, australijska aktorka, modelka
  - Karlīne Nīmane, łotewska koszykarka
- 17 listopada:
  - Elisabeth Chávez, hiszpańska piłkarka ręczna
  - Ewoud Gommans, holenderski siatkarz
  - Alexa Guarachi, chilijska tenisistka
  - Jeorjos Konsolas, grecki wioślarz
- 18 listopada:
  - Bálint Bajner, węgierski piłkarz
  - Raymond Cowels, amerykański koszykarz
  - Lewan Kenia, gruziński piłkarz
  - Arnett Moultrie, amerykański koszykarz
  - Kira Walkenhorst, niemiecka siatkarka plażowa
- 19 listopada:
  - Thanyalak Chotphibunsin, tajska strzelczyni sportowa
  - Tatsuya Sakai, japoński piłkarz
  - Jessica Varnish, brytyjska kolarka torowa
  - Tomáš Vincour, czeski hokeista
  - Aidan Zingel, australijski siatkarz
- 20 listopada:
  - Maja Bohosiewicz, polska aktorka
  - Benjamin Burić, bośniacki piłkarz ręczny, bramkarz
  - Aleksandra Król, polska snowboardzistka
  - Daiki Nishiyama, japoński judoka
  - Baatardżawyn Szoowdor, mongolska zapaśniczka
- 21 listopada:
  - Andre Blake, jamajski piłkarz, bramkarz
  - Maxime Chanot, luksemburski piłkarz pochodzenia francuskiego
  - Danielle King, brytyjska kolarka torowa
  - Simon Makienok, duński piłkarz
  - Emmanuel Mayuka, zambijski piłkarz
- 22 listopada:
  - Taha Akgül, turecki zapaśnik
  - Emilia Ankiewicz, polska lekkoatletka, płotkarka
  - Teemu Eronen, fiński hokeista
  - Veronica Inglese, włoska lekkoatletka, biegaczka długodystansowa
- 23 listopada:
  - Joanna Gomolińska, polska pięcioboistka nowoczesna
  - Alona Leonowa, rosyjska łyżwiarka figurowa
  - Anna Mielcarek, polska lekkoatletka, chodziarka
  - Chris O’Hare, brytyjski lekkoatleta, średniodystansowiec
- 24 listopada:
  - Gastão Elias, portugalski tenisista
  - Mario Gaspar, hiszpański piłkarz
  - Sarah Hyland, amerykańska aktorka
  - Tom Odell, brytyjski piosenkarz
  - Katarzyna Stasiecka, polska judoczka
  - Michał Urbaniak, polski polityk, przedsiębiorca, poseł na Sejm RP
- 25 listopada:
  - Chen Wan-ting, tajwańska siatkarka
  - Bill Hamid, amerykański piłkarz, bramkarz pochodzenia sierraleońskiego
  - Ala ad-Din Abu al-Kasim, egipski florecista
  - Jelena Korobkina, rosyjska lekkoatletka, biegaczka średnio- i długodystansowa
  - Eilish McColgan, brytyjska lekkoatletka, biegaczka długodystansowa
  - Erdensüchijn Narangerel, mongolska zapaśniczka
  - Romaric Rogombé, gaboński piłkarz
- 26 listopada:
  - Osama Akharraz, duński piłkarz pochodzenia marokańskiego
  - Avery Bradley, amerykański koszykarz
  - Chipmunk, brytyjski raper
  - Aaron Gate, nowozelandzki kolarz torowy i szosowy
  - Krzysztof Kamiński, polski piłkarz, bramkarz
  - Rita Ora, brytyjska piosenkarka, autorka tekstów pochodzenia albańskiego
  - Gabriel Paulista, brazylijski piłkarz
  - Michał Szpak, polski piosenkarz, autor tekstów
  - Danny Welbeck, angielski piłkarz
  - Gonçalo Almeida, luksemburski piłkarz
- 27 listopada:
  - Josh Dubovie, brytyjski piosenkarz
  - Patrik Hidi, węgierski piłkarz
  - Rūta Miliūtė, litewska polityk
  - Łukasz Sajewski, polski zawodnik sportów walki
- 28 listopada:
  - Dedryck Boyata, belgijski piłkarz pochodzenia kongijskiego
  - Romain Édouard, francuski szachista
  - Sandra Gasparini, włoska saneczkarka
  - Edis Görgülü, turecki piosenkarz
  - Stephanie Morton, australijska kolarka torowa
  - Bradley Smith, brytyjski motocyklista wyścigowy
  - Zivert, rosyjska piosenkarka
- 29 listopada:
  - Diego Boneta, meksykański piosenkarz, muzyk, aktor
  - Katherine Harms, amerykańska siatkarka
  - Panajotis Magdanis, grecki wioślarz
  - Garry Mendes Rodrigues, kabowerdeński piłkarz
  - Andrej Šustr, czeski hokeista
  - Yacouba Sylla, malijski piłkarz
- 30 listopada:
  - Kyrył Natiażko, ukraiński koszykarz
  - Miiko Albornoz, chilijski piłkarz
  - Magnus Carlsen, norweski szachista
  - Evani Esperance, surinamski piłkarz
  - Sylwia Pelc, polska siatkarka
  - Jewhen Szachow, ukraiński piłkarz
- 1 grudnia:
  - Barbara Skowronek, polska koszykarka
  - Katherine Copeland, brytyjska wioślarka
  - Liam Highfield, angielski snookerzysta
  - Chanel Iman, amerykańska modelka
  - Tomáš Tatar, słowacki hokeista
  - Aida Tumutowa, rosyjska modelka
- 2 grudnia:
  - Emmanuel Agyemang-Badu, ghański piłkarz
  - Kigi Makasi, tanzański piłkarz
  - Duke Mondy, amerykański koszykarz
  - Gastón Ramírez, urugwajski piłkarz
  - Olha Skrypak, ukraińska lekkoatletka, biegaczka długodystansowa
- 3 grudnia:
  - Christian Benteke, belgijski piłkarz pochodzenia kongijskiego
  - Sharon Fichman, kanadyjska tenisistka
  - Long Qingquan, chiński sztangista
  - Anna Sień, rosyjska piłkarka ręczna
- 4 grudnia:
  - Pool Ambrocio, peruwiański zapaśnik
  - Michał Drej, polski piłkarz ręczny
  - Dimitris Filipow, grecki siatkarz pochodzenia ukraińskiego
  - Lukman Haruna, nigeryjski piłkarz
  - Sabina Miclea-Grigoruță, rumuńska siatkarka
- 5 grudnia:
  - Günay Ağakişiyeva, azerska zawodniczka taekwondo
  - Montee Ball, amerykański futbolista
  - Diego Dellasega, włoski skoczek narciarski
  - Ransford Osei, ghański piłkarz
  - Anastasija Szlachowoj, rosyjska siatkarka
- 6 grudnia:
  - Jorge Correia Carvalho, portugalski wioślarz
  - D.J. Cooper, amerykański koszykarz
  - Alex Freiheit, polska performerka, wokalistka, aktorka i poetka
  - Jack Hunt, angielski piłkarz
  - Tamira Paszek, austriacka tenisistka
- 7 grudnia:
  - Cameron Bairstow, australijski koszykarz
  - Ondřej Cink, czeski kolarz górski
  - David Goffin, belgijski tenisista
  - Martina Malević, chorwacka siatkarka
  - Aleksandr Mieńkow, rosyjski lekkoatleta, skoczek wzwyż
  - Ida Nowakowska, polska aktorka, tancerka
  - Yasiel Puig, kubański baseballista
  - Urszula Radwańska, polska tenisistka
- 8 grudnia:
  - Hermans Egleskalns, łotewski siatkarz
  - Tessa Gobbo, amerykańska wioślarka
  - Shenise Johnson, amerykańska koszykarka
  - Vitālijs Maksimenko, łotewski piłkarz
  - Jakub Józef Orliński, polski śpiewak operowy (kontratenor)
  - Dana Terrace, amerykańska animatorka, reżyserka, aktorka głosowa
  - Anna Wierzbowska, polska wioślarka
- 9 grudnia:
  - Debbie Bont, holenderska piłkarka ręczna
  - Charlotte di Calypso, francuska modelka pochodzenia włoskiego
  - Jauhien Curkin, białoruski pływak
  - Christina Klein, niemiecka piosenkarka, autorka tekstów
  - Lin Junhong, chińska kolarka torowa
- 10 grudnia:
  - Giulia Boverio, włoska aktorka
  - Lenka Dürr, niemiecka siatkarka
  - Pál Joensen, farerski pływak
  - Wil Myers, amerykański baseballista
  - Shōya Tomizawa, japoński motocyklista wyścigowy (zm. 2010)
- 11 grudnia:
  - Billy Baron, amerykański koszykarz
  - Gina Dirawi, szwedzka blogerka, prezenterka telewizyjna, komik pochodzenia palestyńskiego
  - He Zi, chińska skoczkini do wody
  - Izabela Lemańczyk, polska siatkarka
  - Olivera Medić, serbska siatkarka
  - Marco Orsi, włoski pływak
  - Alice Parisi, włoska piłkarka
  - Clayton Parros, amerykański lekkoatleta, sprinter
- 12 grudnia:
  - Polat Kemboi Arıkan, turecki lekkoatleta, długodystansowiec pochodzenia kenijskiego
  - Aleksandra Lisowska, polska lekkoatletka, biegaczka długodystansowa
  - Luis Méndez, belizeński piłkarz (zm. 2013)
  - Victor Moses, nigeryjski piłkarz
  - Krista Pärmäkoski, fińska biegaczka narciarska
  - Ane Santesteban, hiszpańska kolarka
- 13 grudnia – Arantxa Rus, holenderska tenisistka
- 14 grudnia:
  - Robert Covington, amerykański koszykarz
  - Nadzieja Małasaj, białoruska siatkarka
- 15 grudnia:
  - Daneil Cyrus, trynidadzko-tobagijski piłkarz
  - Dai Xiaoxiang, chiński łucznik
  - Stephanie Enright, portorykańska siatkarka
  - Renáta Sándor, węgierska siatkarka
- 16 grudnia:
  - Aziz Behich, australijski piłkarz pochodzenia tureckiego
  - Dragan Ǵorgiew, macedoński piłkarz
  - Rebecca Marino, kanadyjska tenisistka
  - Brandon Peterson, amerykański koszykarz
- 17 grudnia – Igor Herbut, polski piosenkarz, założyciel zespołu LemON
- 18 grudnia:
  - Victor Hedman, szwedzki hokeista
  - Hiroko Kuwata, japońska tenisistka
  - James Lawrie, północnoirlandzki piłkarz
  - Arvydas Novikovas, litewski piłkarz
  - Fabian Rießle, niemiecki kombinator norweski
- 19 grudnia:
  - Anastasija Barysznikowa, rosyjska taekwondzistka
  - Torrey Craig, amerykański koszykarz
  - Tatiana Padilla, amerykańska zapaśniczka
  - D.J. Stephens, amerykański koszykarz
  - Kensi Tangis, vanuacki piłkarz
- 20 grudnia:
  - Teja Oblak, słoweńska koszykarka
  - Nzuzi Toko Bundebele, kongijski piłkarz
  - Bartosz Cedzyński, polski siatkarz
  - Kaspars Dubra, łotewski piłkarz
  - Andrea Guasch, hiszpańska aktorka, piosenkarka, tancerka
  - JoJo, amerykańska piosenkarka
  - Adam Kemp, amerykański koszykarz
  - Lorela Manu, grecka lekkoatletka, tyczkarka
  - Marta Xargay, hiszpańska koszykarka
- 21 grudnia:
  - Yvette Broch, holenderska piłkarka ręczna
  - Janis Fetfadzidis, grecki piłkarz
  - Myrtille Georges, francuska tenisistka
  - Maciej Gisman, polski aktor
  - Porsha Harris, amerykańska koszykarka
  - Tavaris Tate, amerykański lekkoatleta, sprinter
- 22 grudnia:
  - Deshorn Brown, jamajski piłkarz
  - Bernarda Ćutuk, chorwacka siatkarka
  - Marko Ivović, serbski siatkarz
  - Joanna Jaworska, polska judoczka
  - Daniel Kaufmann, liechtensztajński piłkarz
  - Jean-Baptiste Maunier, francuski aktor, wokalista
  - Darko Planinić, chorwacki koszykarz
  - Paul Tanui, kenijski lekkoatleta, długodystansowiec
  - Óscar Valdez, meksykański bokser
- 23 grudnia:
  - Yvette Broch, holenderska piłkarka ręczna
  - Yū Horiuchi, japońska zapaśniczka
  - Luillys Pérez, wenezuelski zapaśnik
  - Anna Maria Perez de Taglé, amerykańska aktorka, modelka pochodzenia filipińskiego
- 24 grudnia:
  - Branimir Aleksić, serbski piłkarz, bramkarz
  - Brigetta Barrett, amerykańska lekkoatletka, skoczkini wzwyż
  - Lars Hartig, niemiecki wioślarz
  - Ryō Miyake, japoński florecista
- 25 grudnia:
  - Troels Harry, duński curler
  - Damian Kulec, polski aktor i aktor głosowy
  - Lisa Larsen, szwedzka biegaczka narciarska i na orientację
  - Moreno Moser, włoski kolarz szosowy
  - Conny Perrin, szwajcarska tenisistka
  - Shi Qiaowen, chińska lekkoatletka, tyczkarka
  - Joanna Sikorska, polska siatkarka
- 26 grudnia – Elias Pfannenstill, austriacki skoczek narciarski
- 27 grudnia:
  - Kyle Clemons, amerykański lekkoatleta, sprinter
  - Tyler Duffey, amerykański baseballista
  - Jay Emmanuel-Thomas, angielski piłkarz
  - Jonathan Marchessault, kanadyjski hokeista
  - Milos Raonic, kanadyjski tenisista pochodzenia czarnogórskiego
  - Zelina Vega, amerykańska wrestlerka
- 28 grudnia:
  - John Henson, amerykański koszykarz
  - Kristijan Krajina, chorwacki koszykarz
  - Ayele Abshero, etiopski lekkoatleta
  - Martin Stankiewicz(inne języki), polski filmowiec niezależny, satyryk, osobowość YouTube
  - A.J. Walton, amerykański koszykarz
- 30 grudnia:
  - Josip Bilinovac, chorwacki koszykarz
  - Silao Malo, samoański piłkarz
  - Dương Thị Việt Anh, wietnamska lekkoatletka, wieloboistka
  - C.J. Wilcox, amerykański koszykarz
- 31 grudnia:
  - Patrick Chan, kanadyjski łyżwiarz figurowy pochodzenia chińskiego
  - Piotr Orzechowski, polski kompozytor i pianista jazzowy
  - Jakob Schubert, austriacki wspinacz sportowy
  - Baba Tchagouni, togijski piłkarz, bramkarz
  - Zhao Jing, chińska pływaczka

## Zdarzenia astronomiczne
- W tym roku Słońce osiągnęło lokalne maksimum aktywności.
- 26 stycznia – obrączkowe zaćmienie Słońca
- 9 lutego – zaćmienie Księżyca
- 22 lipca – całkowite zaćmienie Słońca
- 6 sierpnia – zaćmienie Księżyca

## Nagrody Nobla
- z fizyki – Jerome I. Friedman, Henry W. Kendall, Richard E. Taylor
- z chemii – Elias James Corey
- z medycyny – Joseph Murray, Edward Donnall (Don) Thomas
- z literatury – Octavio Paz
- nagroda pokojowa – Michaił Gorbaczow
- z ekonomii – Harry Markowitz, Merton Miller, William Sharpe

## Fikcja
- 28 kwietnia–23 czerwca – czas akcji powieści Świat Zofii

## Święta ruchome
- Tłusty czwartek: 22 lutego
- Ostatki: 27 lutego
- Popielec: 28 lutego
- Niedziela Palmowa: 8 kwietnia
- Pamiątka śmierci Jezusa Chrystusa: 10 kwietnia
- Wielki Czwartek: 12 kwietnia
- Wielki Piątek: 13 kwietnia
- Wielka Sobota: 14 kwietnia
- Wielkanoc: 15 kwietnia
- Poniedziałek Wielkanocny: 16 kwietnia
- Wniebowstąpienie Pańskie: 24 maja
- Zesłanie Ducha Świętego: 3 czerwca
- Boże Ciało: 14 czerwca